# Temi LGBT nella mitologia

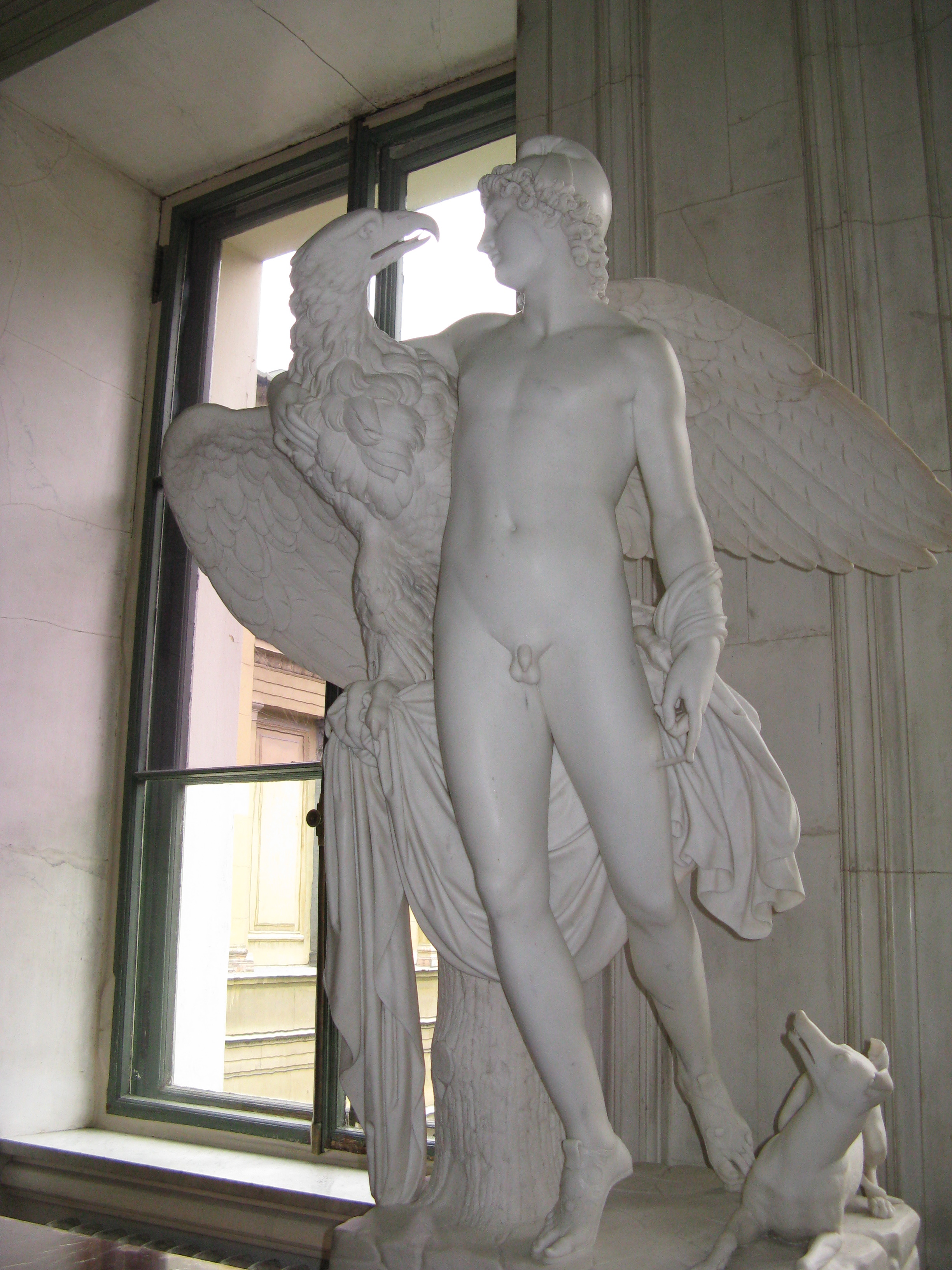
L'Aquila di Zeus assieme a Ganimede.

I temi LGBT nella mitologia si riferiscono a racconti o miti che trattato tematiche di affetto romantico o sessuale tra persone dello stesso sesso, o azioni divine che provocano la variazione o il mutamento di genere.
Questi temi nella maggior parte dei casi sono esagerazioni e reinterpretazione in senso moderno del mito, che vengono interpretati da alcuni come forme di espressione sessuale.
Alcuni miti attribuiscono alla sessualità un'azione divina, a connotazione erotica; ne sono un esempio i miti greci e romani con episodi di pederastia, o quelli della mitologia azteca e hawaiana.

## Prospettiva critica

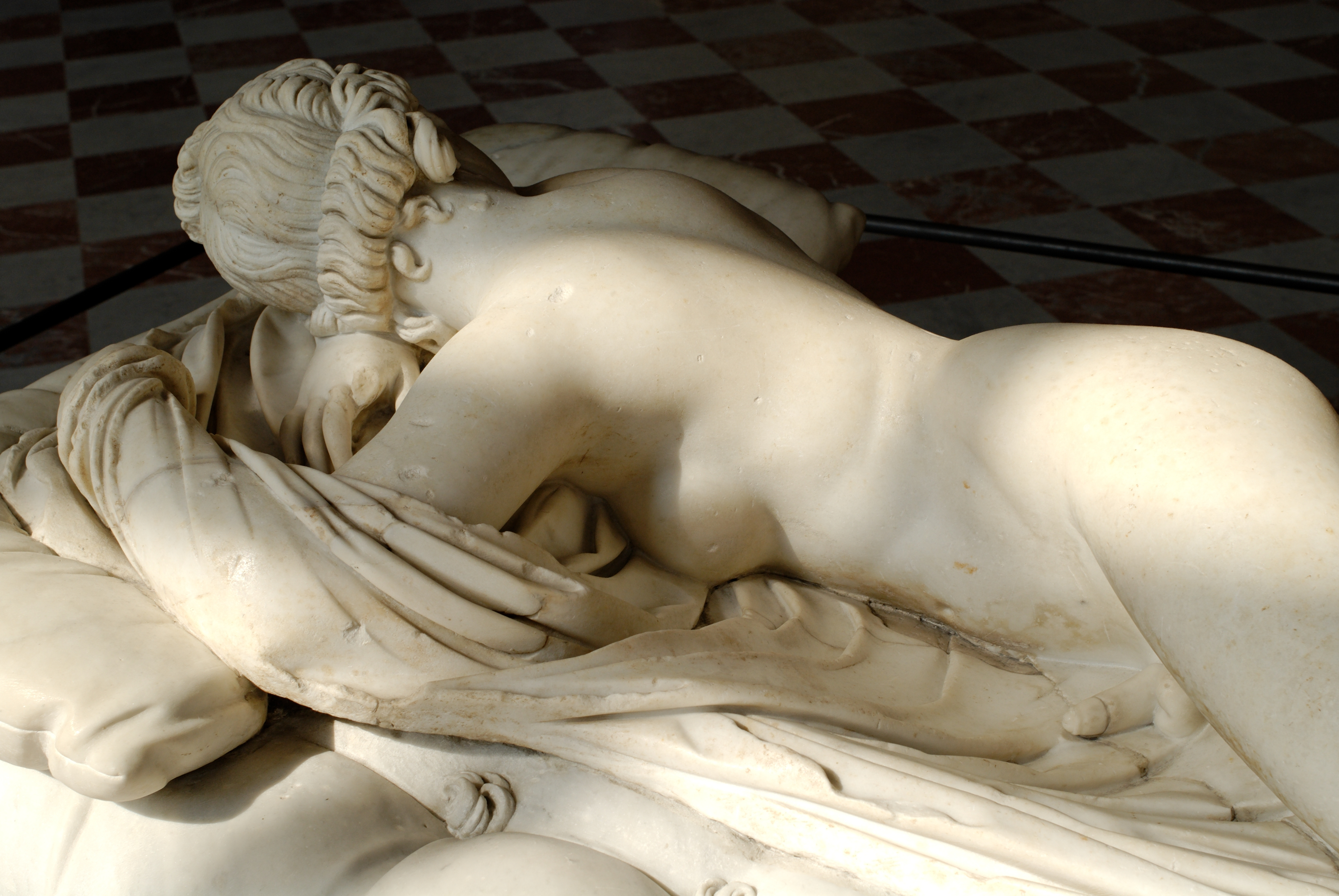
LErmafrodito dormiente (Borghese), al museo del Louvre.

L'importanza da attribuire alla mitologia e la sua interpretazione varia dalla cultura e dalla persona che vuole svalutarlo e convalidare l'istituzione sociale di una particolare cultura, così come forma di educazione dei membri appartenenti a quel dato sistema organizzativo.
Fin dall'inizio della storia documentata una moltitudine di culture, miti, racconti e leggende di folclore hanno incorporato, tra i tanti, anche temi eterosessuali e omoerotici, coinvolgendo spesso divinità ed eroi in attività sessuali, a volte anche di carattere coercitivo.

## Mitologie europee

### Nella mitologia classica

Bacco scolpito come un giovane ubriaco, Bacco (Michelangelo)

La mitologia classica (greco-romana) contiene molte storie d'amore LGBT.

#### Aminia rifiutato da Narciso
Aminia era un giovane innamorato di Narciso, il vanitoso che venerava sé stesso. Secondo Conone,
Narciso respingeva tutti i suoi molti innamorati, sia donne avvenenti che giovani abbienti, fino a farli desistere. Solo Aminia non si dava per vinto. Narciso gli chiese di stargli lontano se veramente l'avesse amato, ma il ragazzo tormentato, tornato nuovamente, gli domandò un pegno d'amore. Narciso allora gli donò una spada, affinché si uccidesse. Aminia, prendendo in parola Narciso, si trafisse davanti alla sua casa, dopo però aver invocato gli dei per ottenere una giusta vendetta.
E la punizione arrivò: un giorno Narciso vide il suo riflesso in uno specchio d'acqua e s'innamorò perdutamente della propria immagine, tanto da giungere col tempo a consumarsi lentamente finché ne morì.

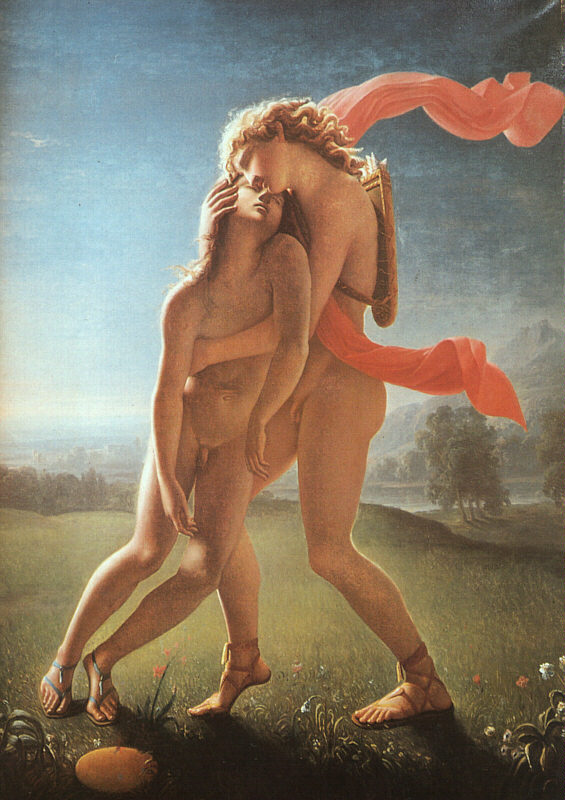
La morte di Giacinto (1801) di Jean Broc.

#### Apollo e i suoi amori infelici
Giacinto era un bellissimo giovane amante del dio Apollo, era però al contempo ammirato e desiderato anche dal vento Zefiro, sicché nacque una contesa tra le due figure divine. Geloso che il giovinetto preferisse esercitarsi al lancio del disco col dio dei raggi solari, Zefiro soffiò ad un certo punto il disco lanciato da Apollo fuori della sua traiettoria così da colpire in piena fronte Giacinto il quale spirò. Inconsolabile, Apollo fece sbocciare dal corpo dell'amato un fiore blu, per l'appunto il giacinto.
Tamiri, secondo Pseudo-Apollodoro di Atene, pare essere stato un precedente amante di Giacinto e, quindi, anche il primo uomo ad aver amato un altro maschio.

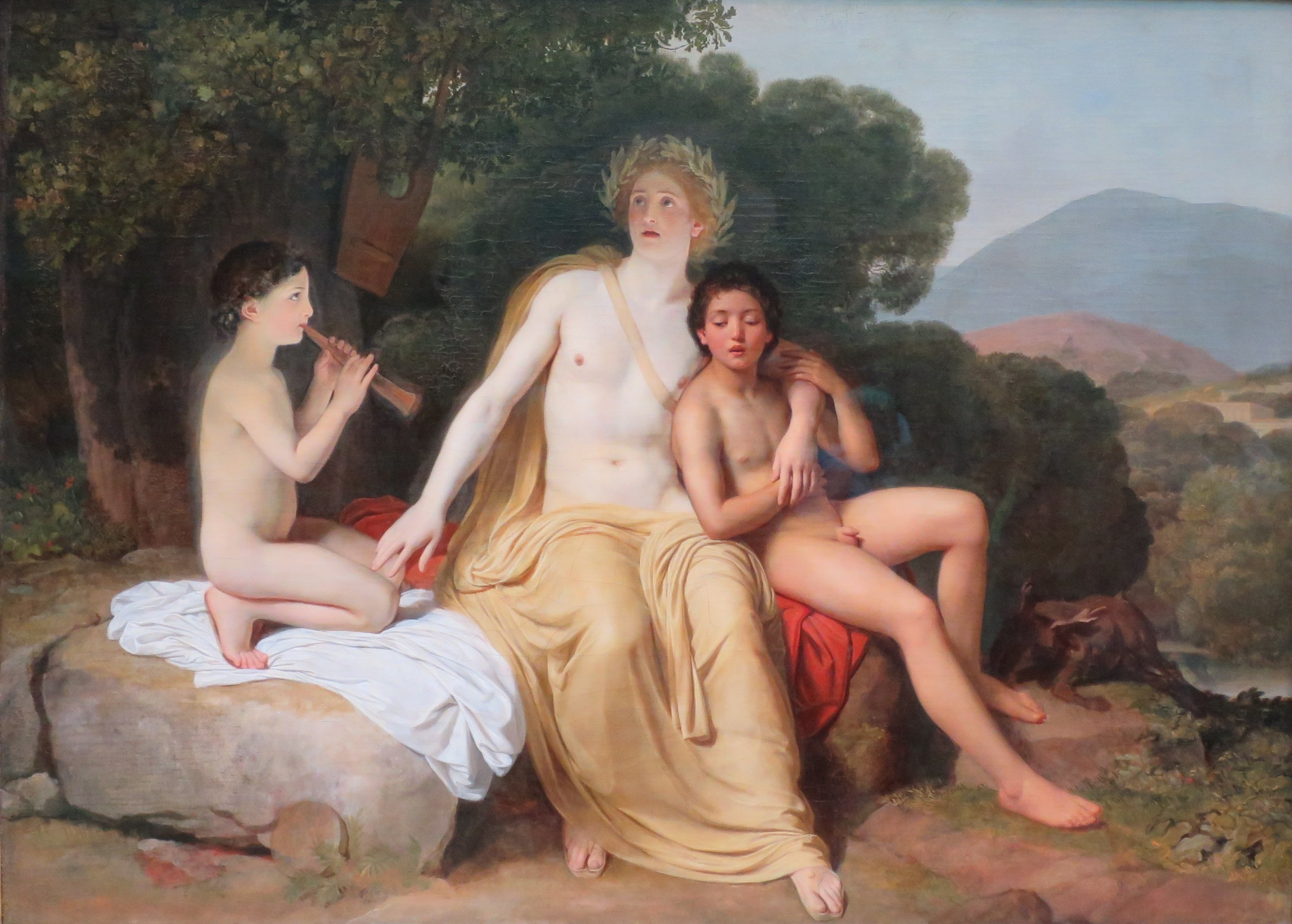
Il dio solare Apollo tra i suoi due giovani amati, Giacinto e Ciparisso.

Ciparisso fu un altro tra i ragazzi amati da Apollo; il dio gli fece dono di un cervo e il giovinetto se ne affezionò a tal punto che, uccisolo accidentalmente, chiese ad Apollo che le sue lacrime potessero sgorgare per sempre: il dio lo trasformò allora in un albero di cipresso, la cui resina vegetale esce a gocce proprio come fossero lacrime imperiture.
La storia del troiano Iapige ci viene narrata da Virgilio nell'Eneide: il dio del Sole, colto da indomabile amore per il giovane, gli offrì in dono le sue arti più nobili (la musica e la divinazione) ma Iapige, nell'intento di salvare il padre morente, scelse invece d'imparare e praticare la più concreta medicina.
Imene è il dio delle cerimonie matrimoniali il quale ne ispira i canti festosi (la lui deriva il nome dato all'imene). Alcune storie gli danno un'origine alquanto leggendaria: in uno dei frammenti superstiti del poema Megalai Ehoiai attribuito ad Esiodo, è detto che Magnes (colui che ha dato il nome alla zona di Magnesia situata in Tessaglia) ha avuto - assieme alla musa Calliope - un figlio di notevole bellezza, Imeneo (Hymenaios). E quando Apollo vide il ragazzo, fu preso da amore per lui, perdutamente se ne innamorò e non avrebbe mai più voluto lasciare la casa dell'uomo per poter, così, continuare a star vicino al suo amato figliolo.

#### Arginno amato dal re Agamennone
Argenno/Arginno fu un giovinetto della Beozia molto caro ad Agamennone, a quanto ne dice Sesto Properzio (nelle Elegie III, 7-22).

#### La coppia orientale: Ati e Licabas
Ati, giovanissimo semidio indiano, formò un legame di amore indissolubile con l'assiro Licabas, un guerriero poco più grande di lui. La loro vicenda ci è nota dalle Metamorfosi di Ovidio, coi due che si aggregarono agli uomini di Fineo, il quale voleva eliminare Perseo per poter riprendersi Andromeda.

#### La violenza sessuale di Laio su Crisippo
Crisippo, figlio bastardo di Pelope e della ninfa marina Astioche, viene rapito dal suo tutore, Laio di Tebe (il futuro padre di Edipo), che lo stava scortando ai Giochi Nemei, ove il ragazzo era intenzionato a competere. Per aver sedotto con la forza il bell'adolescente, Laio e l'intera sua discendenza vengono maledetti; un autore che cita Pisandro di Camiro come sua fonte sostiene che il giovinetto si sia ucciso gettandosi sulla propria spada per la vergogna causata dallo stupro subito.
Ellanico di Lesbo e Tucidide scrivono invece che Crisippo venne ucciso per gelosia da Atreo e Tieste, i suoi fratellastri, che ne gettarono poi il corpo dentro un pozzo; il tutto su istigazione della perfida matrigna Ippodamia. La morte di Crisippo a volte è vista come scaturire dalla maledizione che Mirtilo pose sul capo di Pelope per il suo tradimento, quando questi lo gettò da una rupe dopo aver contribuito a fargli vincere una gara.

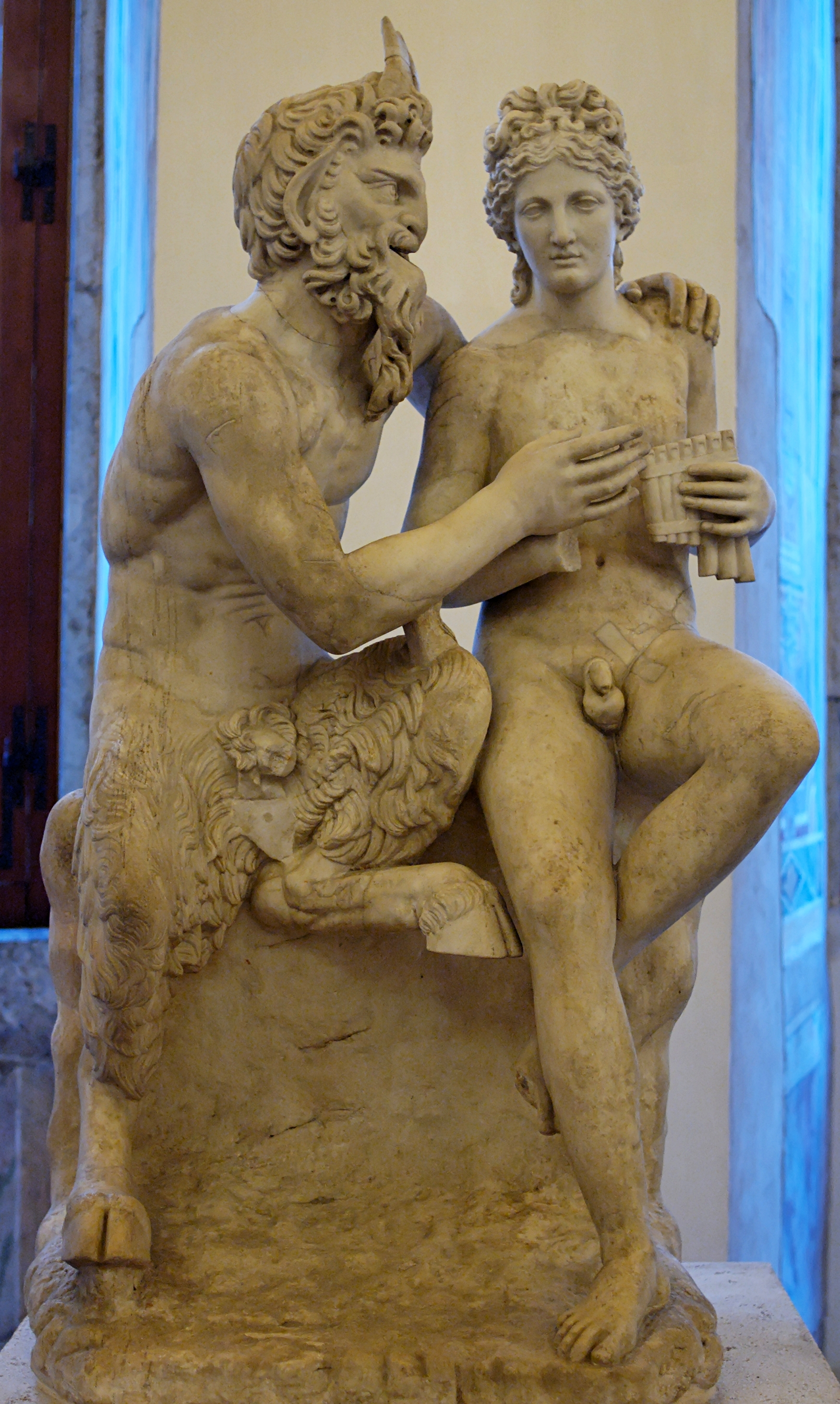
Pan e Dafni.

#### Dafni tra Pan ed Ermes
Dafni era un giovane pastore siciliano nato in un bosco di alloro vicino alla vallata del fiume Irminio nel ragusano; Pan, il dio-caprone, se ne innamorò e gli insegnò a suonare lo strumento detto flauto di Pan; è detto anche che sia stato l'inventore della poesia pastorale. Vi sono alcune versioni che lo danno come figlio di Ermes, altre invece ne fanno il suo amato-eromenos.

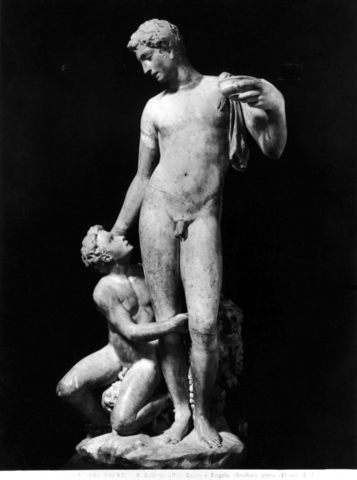
Ampelo e Bacco.

#### Gli amori maschili di Dioniso
Nonno di Panopoli narra del bel satiro Ampelo il quale, appena raggiunta l'età dell'adolescenza, viene molto amato da Dioniso: sconvolto dalla sua morte, avvenuta tragicamente in groppa ad un toro infuriato, il Dio trasformò il corpo di Ampelo nella prima vite e ha creato il vino dal suo sangue. Secondo quanto ne dice Publio Ovidio Nasone nei Fasti fu invece innalzato al cielo (dopo esser caduto da un albero) e trasformato in una delle stelle della costellazione Vindemitor o Vindiatrix (meglio conosciuta come Boote).
Il nome del dio Dioniso viene associato a quella che è la più importante tra le religioni misteriche istituite dagli ellenici, ovvero i misteri dionisiaci: cercando di riportare in vita la madre Semele dal regno dei morti in cui era precipitata, il giovane dio si avventura verso l'Ade accompagnato da Prosimno il quale gli indica la strada. L'uomo però chiede in cambio a Dioniso, come pagamento dell'aiuto ricevuto, di poter godere sessualmente del corpo divino; il dio adolescente accetta la richiesta, ma al suo ritorno scopre che Prosimno è già morto. A questo punto Dioniso giunto davanti alla tomba dell'uomo taglia un ramo di fico, gli dà la forma di un phallos-fallo artificiale e ci si siede sopra.
Adempie così alla promessa fatta: questo è solo uno dei tanti miti fondativi della figura di Dioniso e che lo vedono (in questo) assumere il ruolo sessuale passivo considerato caratteristico delle donne.

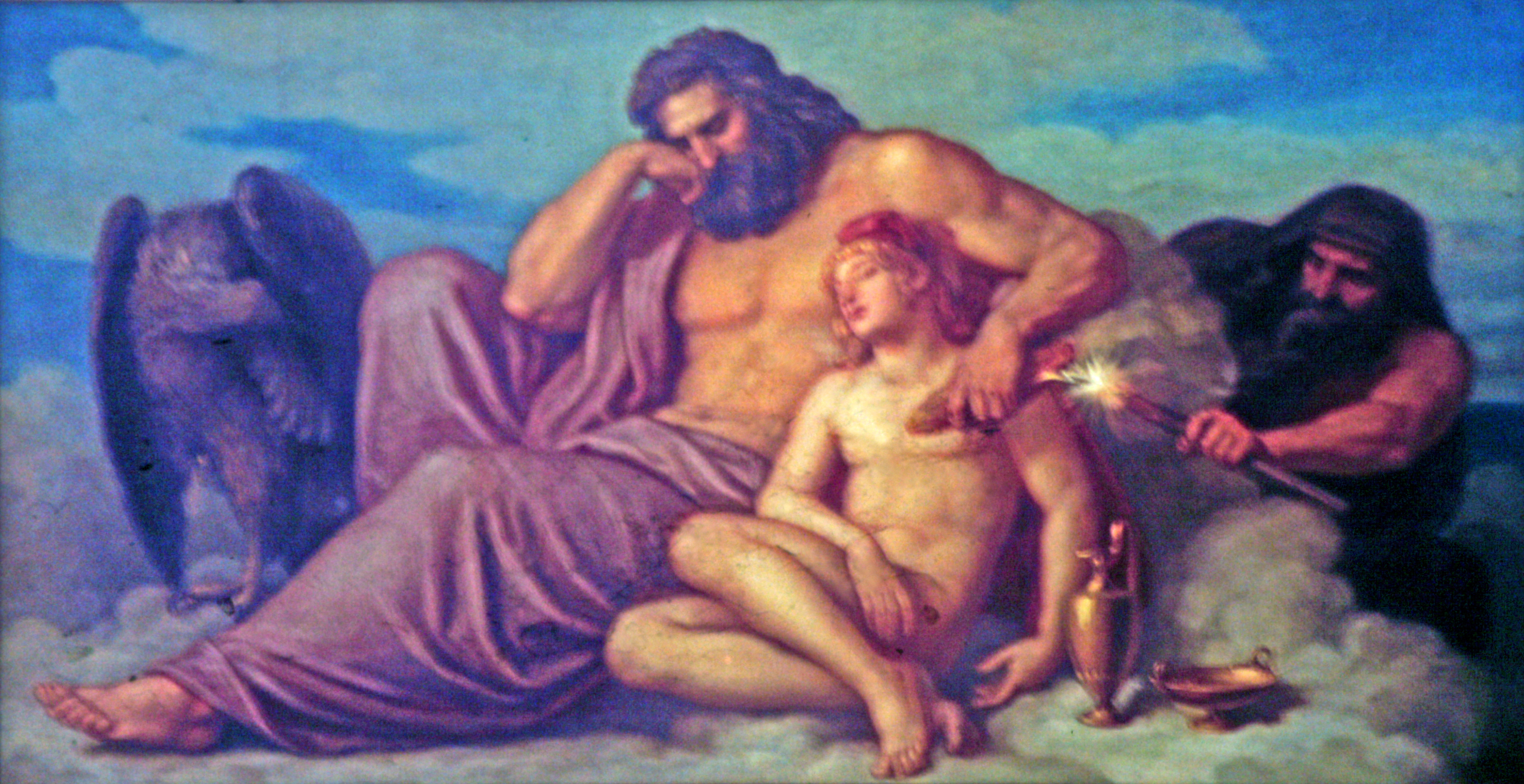
Zeus e Ganimede.

#### Ganimede rapito in cielo da Zeus
L'adolescente Ganimede è un principe del popolo dei troiani, Omero lo definisce essere "il più bello dei mortali"; viene rapito da Zeus in forma di Aquila per servire nel monte Olimpo come coppiere degli Dèi, concedendogli eterna giovinezza ed immortalità. Il mito è stato uno dei modelli principali e più antichi per l'istituzione del costume sociale della pederastia, dalla pederastia cretese alla pederastia greca in senso lato, ossia il rapporto erotico socialmente accettabile tra un uomo adulto e un ragazzo.
In poesia, Ganimede divenne un simbolo della bellezza giovanile maschile che attira il desiderio e l'amore omosessuale. A partire dal Rinascimento il suo nome (in latino reso "catamita", amante passivo omosessuale) e la sua figura divennero una proto-icona gay letteraria ed artistica; rappresentazione massima dell'omoerotismo di quel periodo e dei secoli a venire.

#### Il veggente e il figlio del re
Polido l'indovino venne mandato dal re Minosse alla ricerca del figlioletto scomparso Glauco; lo trovò ma era morto, allora usando il potere di un'erba magica riuscì a riportarlo in vita ed infine gl'insegnò l'arte della divinazione. Secondo la versione datane da Sotade tra i due s'instaurò presto anche un rapporto licenzioso.

#### Orfeo e i suoi amori maschili
Calaide, uno dei due Boreadi partecipò col fratello gemello Zete alla spedizione degli argonauti voluta da Giasone alla ricerca del vello d'oro; durante il viaggio instaurò un forte rapporto omoerotico col musico Orfeo.
Publio Ovidio Nasone narra che Orfeo: "si era astenuto dall'amore delle donne, sia perché le cose finirono male per lui (con Euridice), o perché aveva giurato di farlo. Eppure, molte tenevano ancora forte il desiderio di essere unite con il poeta, e molte si addolorato per il suo netto rifiuto. In effetti, è stato il primo uomo del popolo di Tracia a trasferire il suo amore per i ragazzi, e godere della loro breve primavera, e della fioritura precoce di questa parte della virilità".

#### Pelope concupito da Poseidone
Anche al temibile dio dei mari e dei terremoti Poseidone capitò d'infatuarsi di un giovane uomo, Pelope, arrivando fino a portarlo nella dimora degli Dèi per farne il proprio apprendista e insegnandogli persino a guidare il carro divino.

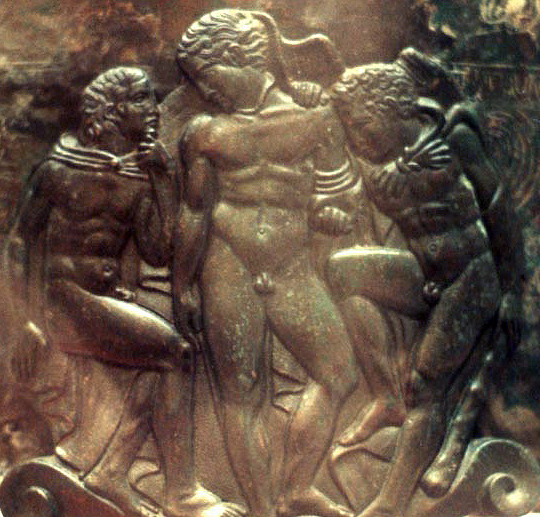
Eracle, Iolao ed Eros.

#### Gli uomini amati da Eracle
Ila era il giovane scudiero di Eracle, nonché carissimo amico, compagno ed amante dell'eroe il quale gli insegnò ad essere un autentico guerriero. Il poeta greco Teocrito scrisse diffusamente dell'amore intercorrente tra i due: 
Iolao era il nipote, l'auriga e il compagno d'avventure di Eracle nonché popolarmente considerato anche come uno degli amanti dell'eroe: il santuario a lui dedicato a Tebe, sua città natale, era un luogo di adorazione dove le coppie maschili andavano a compiere voti e a fare richieste. La propensione di Iolao a concedersi ad amori maschili nel mito, oltre che ad Eracle anche a Ione e ad Asclepio, lo fa definire in un frammento dello Pseudo-Senofonte come un "ladro dei talami intonsi".

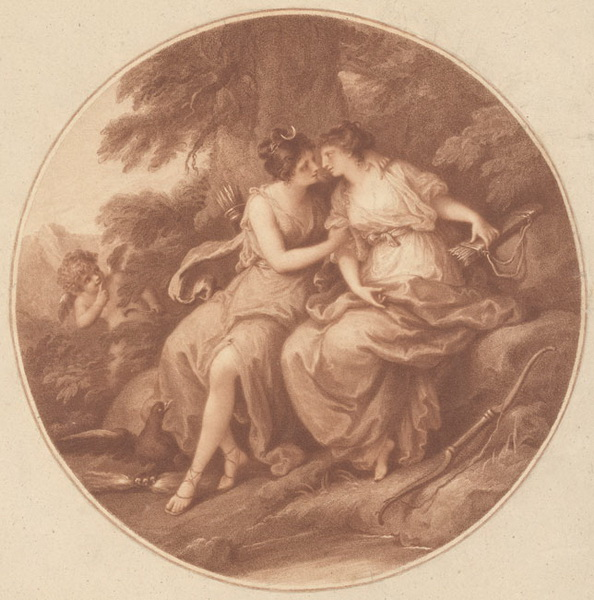
Giove e Callisto (1782), di Thomas Burke.

#### La coppia empia: Teseo e Piritoo
Accecati dal delirio di onnipotenza, i due amanti Teseo e Piritoo, che erano anche bisessuali, si proposero di rapire due figlie di Zeus: Elena, che all'epoca aveva solo 10 anni, e Persefone.

#### Le coppie di guerrieri nell'Eneide: Eurialo e Niso, Cidone e Clizio
Nella guerra fra troiani e italici cantata da Virgilio nell'Eneide, spiccano le storie di due giovani coppie di guerrieri-amanti: la prima è quella composta da Eurialo e Niso, compagni di Enea, destinati a cadere entrambi dopo un'audace incursione nel campo nemico, l'altra è invece formata dai latini Cidone e Clizio, col secondo che soccombe in combattimento per mano di Enea.

#### Miti lesbici
Celebrata da Publio Ovidio Nasone ne Le metamorfosi è la vicenda di Ifi e Iante. Ifide in realtà era una ragazza ma, allevata come un maschio dalla madre, si fa chiamare Ifi (nome di genere ambiguo): compiuti i tredici anni le viene promessa in sposa la bella Iante, di cui Ifi subitaneamente s'innamora. Ma, volendo essere un maschio a tutti gli effetti, prega Iside di porgergli aiuto; la Dea ascolta la supplica della propria devota e la tramuta in un vero uomo.
Vi è poi la seduzione di tipo lesbico attuata da Zeus sotto le mentite spoglie di Artemide, della sua devota Callisto, una delle ninfe al seguito della sorella di Apollo nonché vergine cacciatrice.
Le Amazzoni sono un mitologico popolo costituito esclusivamente da donne guerriere, assurte presto ad autentica icona gay nella storia del lesbismo.

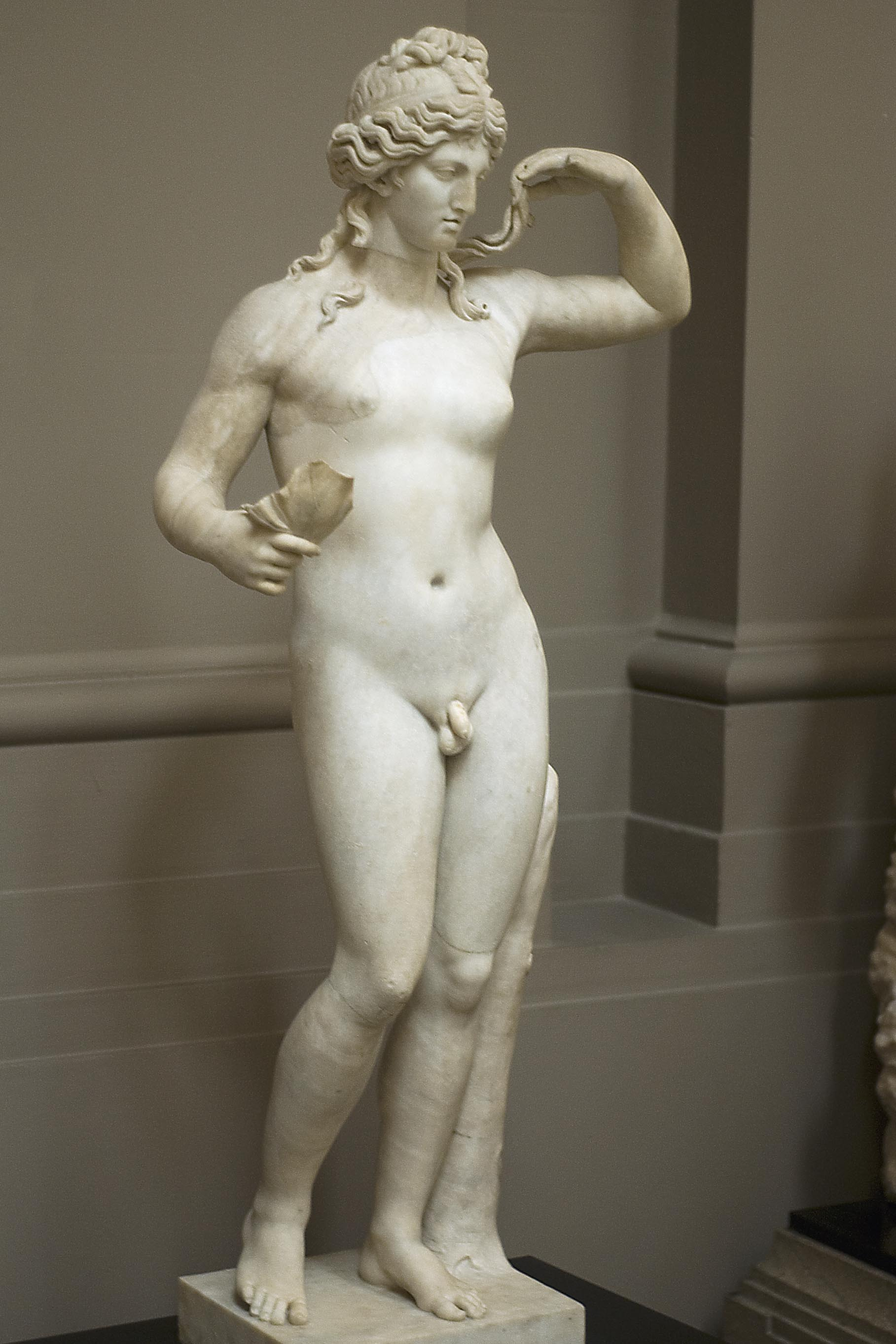
Ermafrodito, metà donna e metà uomo.

#### Miti transgender
Tiresia vide un giorno due serpenti che copulavano, ne uccise la femmina perché quella scena lo infastidì; immediatamente venne tramutato da uomo a donna. Visse pertanto in questa condizione per sette anni, provando tutti i piaceri - inclusi ovviamente anche quelli sessuali - che una donna potesse provare. Passato questo periodo eccolo venire a trovarsi di fronte alla stessa scena dei serpenti: questa volta però uccise il serpente maschio e nello stesso istante ritornò ad essere un uomo.
Un giorno Zeus ed Era si trovarono divisi da una controversia: chi potesse provare in amore più piacere, l'uomo o la donna? Non riuscendo a giungere a una conclusione soddisfacente, poiché Zeus sosteneva che fosse la donna mentre Era sosteneva che fosse invece l'uomo, decisero di chiamare in causa Tiresia, considerato l'unico che avrebbe potuto risolvere la disputa essendo stato nella vita entrambi, sia uomo che donna. Interpellato dagli dei, rispose che il piacere sessuale si compone di dieci parti: l'uomo ne prova solo una mentre alla donna spettano le altre nove, quindi una donna prova un piacere nove volte più grande di quello di un uomo.
Era, infuriata perché l'indovino in tal modo aveva svelato un grande segreto, lo fece diventare cieco, ma Zeus, per ricompensarlo del danno subito, gli diede la facoltà di prevedere il futuro e il dono di vivere per sette intere generazioni.
Seguono le vicissitudini della principessa Cenis la quale da femmina che era si trasforma in maschio assumendo il nome di Ceneus e le sembianze di un invincibile guerriero.
Altre figure divine o semi-divine transgender o intersessuali sono quelle rappresentate da Adone e da Attis.

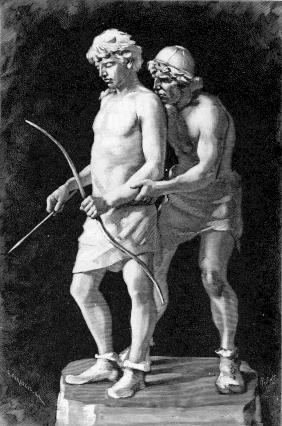
Höðr e Loki.

### Miti nordici
Le saghe in lingua norrena sono prive di storie riguardanti espliciti rapporti omosessuali, né fanno riferimento diretto a tipologie di personaggi riferibili al mondo LGBT; purtuttavia esse contengono diversi casi di vendetta emanata da uomini accusati di esser stati il partner passivo in un rapporto sessuale tra maschi: considerato unanimemente un comportamento ben poco virile e quindi una minaccia per la reputazione di un capo guerriero che si rispetti.
Nonostante ciò è stato suggerito che Freyr, un dio della fertilità, potesse essere servito e adorato da un gruppo di sacerdoti effeminati, così come suggerito da Saxo Grammaticus nella sua opera Gesta Danorum.
Odino viene menzionato come essere professionista del seiðr, una forma di magia considerata vergognosa se svolta dagli uomini e pertanto riservata esclusivamente alle donne; è possibile che la pratica includesse anche antichi rituali di magia sessuale, coinvolgendo i maschi in atti omosessuali passivi. Lo stesso Odino viene puntualmente schernito proprio per tale fatto.
Inoltre alcuni degli dei norreni erano in grado di cambiare identità di genere a piacimento, ciò è riferibile per esempio a Loki, il "dio imbroglione" (Trickster), il quale spesso si è travestito da donna operando così come fosse un appartenente al sesso femminile. In un mito arcaico che lo riguarda si trasforma in una cavalla e, dopo aver avuto un rapporto sessuale con lo stallone Svaðilfœri, da alla luce un bel puledro (Sleipnir, che diverrà la cavalcatura guerriera proprio di Odino). Paragonare un uomo ad una femmina o confrontare un maschio con una donna in età fertile è stato uno degli insulti più comuni nella Scandinavia dell'epoca e l'implicazione che Loki potesse esser bisessuale poteva anche rappresentare una grave forma di ingiuria a lui rivolta.

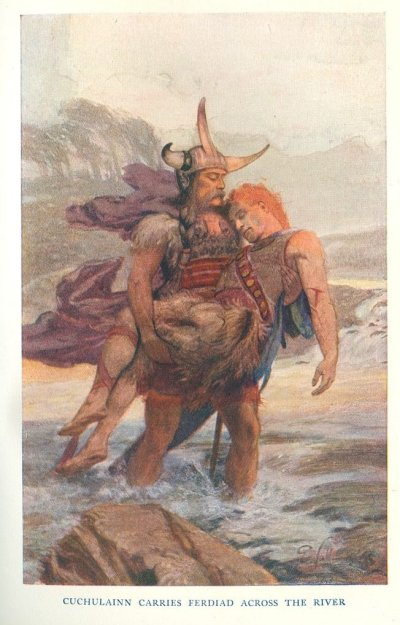
Cú Chulainn porta il suo fratello adottivo Ferdiad dall'altra parte del fiume.

### Tra i Celti
Nella mitologia celtica non esistono rappresentazioni dirette di relazioni omosessuali, mentre autori greci e commentatori romani attribuiscono alle tribù celtiche pre-cristiane un'abitudinaria attività sessuale tra maschi, tra cui anche la pratica inerente alla pederastia. Lo studioso P. Cherici sostiene che l'affettività omosessuale ha cominciato ad essere severamente punita a causa della sempre maggiore influenza cristiana e suggerendo che ogni esperienza sessuale non procreativa sia stata successivamente espunta dai racconti mitici.
Alcune riletture data dai testi moderni hanno dedotto dei temi LGBT, per esempio gli eroi e fratelli Cú Chulainn e Ferdiad sono stati indicati come aventi tra loro una qualche relazione di tipo erotico: quando, trovatisi costretti a combattere tra di loro, Ferdiad menziona il fatto ch'essi hanno condiviso il letto e dice che dopo esserselo trovato davanti il primo giorno di conflitto l'ha baciato. Tre giorni dopo Cúchulainn sconfigge il rivale perforandogli l'ano con la propria "arma misteriosa", la lancia dentata denominata Gáe Bulg.
La vicenda succitata ha portato a fare confronti con le relative vicende concernenti i "guerrieri amanti" greci e la reazione di particolare rispetto avuta da Cúchulainn appena avuta la notizia della morte di Ferdiad al sommo dolore e alle lamentazioni di Achille per l'amatissimo amico e compagno perduto Patroclo.
Nel quarto ramo del Mabinogion della mitologia gallese intitolato "Math fab Mathonwy" (Math, il figlio di Mathonwy), Gwydion aiuta suo fratello Gilfaethwy (entrambi nipoti di Math fab Mathonwy) nello stupro della vergine Goewin. Gwydion e Gilfaethwy riescono ad introdursi alla corte di Math dove Gilfaethwy violenta Goewin. Quando Math sente quanto accaduto, egli condanna i suoi nipoti facendoli diventare dei mutaforma, nello specifico tre serie di coppie di animali (cervi, maiali/cinghiali e lupi); Gwydion nella parte maschile, mentre Gilfaethwy in quella femminile. Ogni anno devono accoppiarsi e produrre una prole che viene inviata a Math: Hyddwn, Hychddwn e Bleiddwn; dopo tre anni Math libera i nipoti dalla punizione loro assegnata.

### Ciclo arturiano
Anche se derivante da un ambiente molto maschilista la leggenda di Re Artù, facente parte della materia di Britannia, include un personaggio, chiamato Galeotto il quale, lungo tutto il corso della narrazione che lo riguarda, sembra provare una forte attrazione ed interesse omoerotico nei confronti del più giovane Lancillotto.
Il "Lais", opera della poetessa Maria di Francia include anche un episodio in cui Lanval, uno dei cavalieri della corte, viene accusato da Ginevra di perdere troppo tempo in compagnia delle sue amicizie esclusivamente maschili.
Infine anche Sir Gawain e il Cavaliere Verde è stato interpretato da alcuni studiosi come avente tematiche omosessuali.

## Mitologie asiatiche

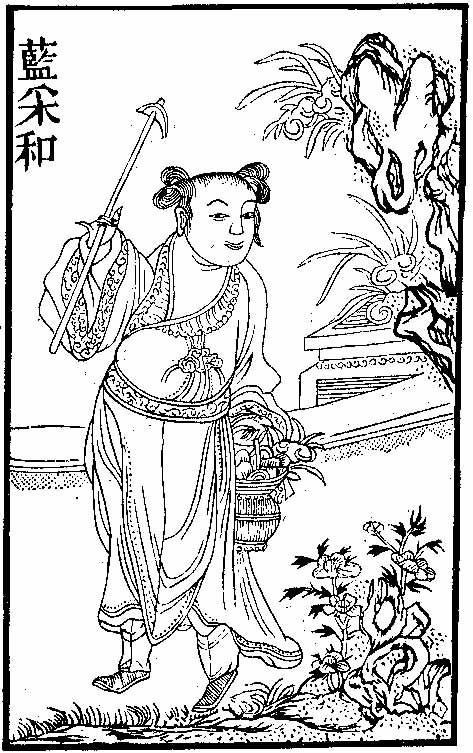
Xilografia di Lan Caihe.

### Miti cinesi
La mitologia cinese è stata descritta come ricca di storie concernenti l'omosessualità. Le storie mitologiche e il folclore della Cina riflettono quelle che molto probabilmente erano le antiche prospettive cinesi al riguardo; questi miti sono fortemente influenzati dalle credenze religiose, in particolare derivanti dal taoismo e dal confucianesimo e successivamente incorporate negli insegnamenti del buddhismo.
La primordiale tradizione religiosa della Cina era in prevalenza attinente allo sciamanesimo, con la maggioranza delle sue figure sacerdotali che erano donne.
L'amore tra maschi si crede abbia avuto origine nel profondo sud mitico del paese e per tal motivo, ancor oggi, l'omosessualità viene designata come "il vento che spira da Sud". Numerosi spiriti e divinità sono stati associati a temi LGBT; questi includono Chou Wang, Lan Caihe (uno degli Otto Immortali, con gesti e movenze da effeminato), Shan Gu, Yǔ (detto "il Grande", primo sovrano della dinastia Xia) e Gun.
Incontri omosessuali sono comuni nelle storie popolari cinesi. Gli spiriti animali o le fate spesso scelgono partner dello stesso sesso, di solito giovani uomini o ragazzi. Secondo Xiaomingxiong, unica eccezione a questa preferenza di età è il drago, una potente bestia mitologica. Il drago cinese, viene detto, "sempre gode d'intrattenere relazioni sessuali con gli uomini più anziani", un esempio è nel racconto  "Old Farmer and a Dragon", in cui un vecchio contadino sessantenne è sodomizzato a forza da un drago di passaggio, causando ferite da penetrazione e morsi che richiedono pronte cure mediche.
Nonostante la letteratura successiva di alcune scuole taoiste contenga una acuta disapprovazione nei confronti dell'omosessualità, "Tu Er Shen" è una divinità appartenente al tradizionale folclore cinese che rappresenta l'amore e il sesso compiuto tra uomini. Il suo nome significa letteralmente "deità-coniglio" e, secondo uno dei racconto che lo riguardano, era in origine un uomo di nome Hu Tianbao, che si innamorò di un bel giovane ispettore imperiale della provincia del Fujian. Un giorno Hu Tianbao è stato scoperto mentre si trovava a spiare attraverso la finestra della stanza in cui si trovava l'ispezione, a quel punto ha confessato i suoi sentimenti riluttanti per l'altro uomo. L'ispettore imperiale lo aveva però condannato alla pena di morte.
Dal momento che il presunto crimine di Hu è stato quello dell'amore, i funzionari dell'Oltretomba hanno deciso di raddrizzare l'ingiustizia delegando Hu Tianbao come il dio poto a salvaguardia degli affetti omosessuali. Al fine di soddisfare le esigenze degli omosessuali moderni, il culto del "Dio-Coniglio" è stato resuscitato a Taiwan: un tempio è stato fondato in un distretto di Yonghe da un sacerdote taoista gay.
Nel corso dei secoli l'omosessualità maschile è stata menzionata in letteratura, alludendo a due figure semi-leggendarie dei primi anni della dinastia Zhou: il primo è Mizi Xia, che ha condiviso con il suo amante, la figura storica reale del duca Ling di Wei, una "pesca mangiata a metà"; il secondo è invece il Signore Long Yang, che ha convinto un re senza nome dello stato di Wei di rimanergli fedele paragonandosi ad un piccolo pesce che il re potrebbe gettare dietro di sé in qualunque momento se nel frattempo un pesce più grande fosse arrivato.
Mentre sia Mizi Xia che il Signore Long Yang possono essere realmente esistiti, non si sa nulla su di loro al di là delle storie che li riguardano e la loro presenza nella letteratura cinese li rende parte di quei personaggi leggendari che hanno servito come archetipi per raccontare la realtà dell'amore omosessuale.

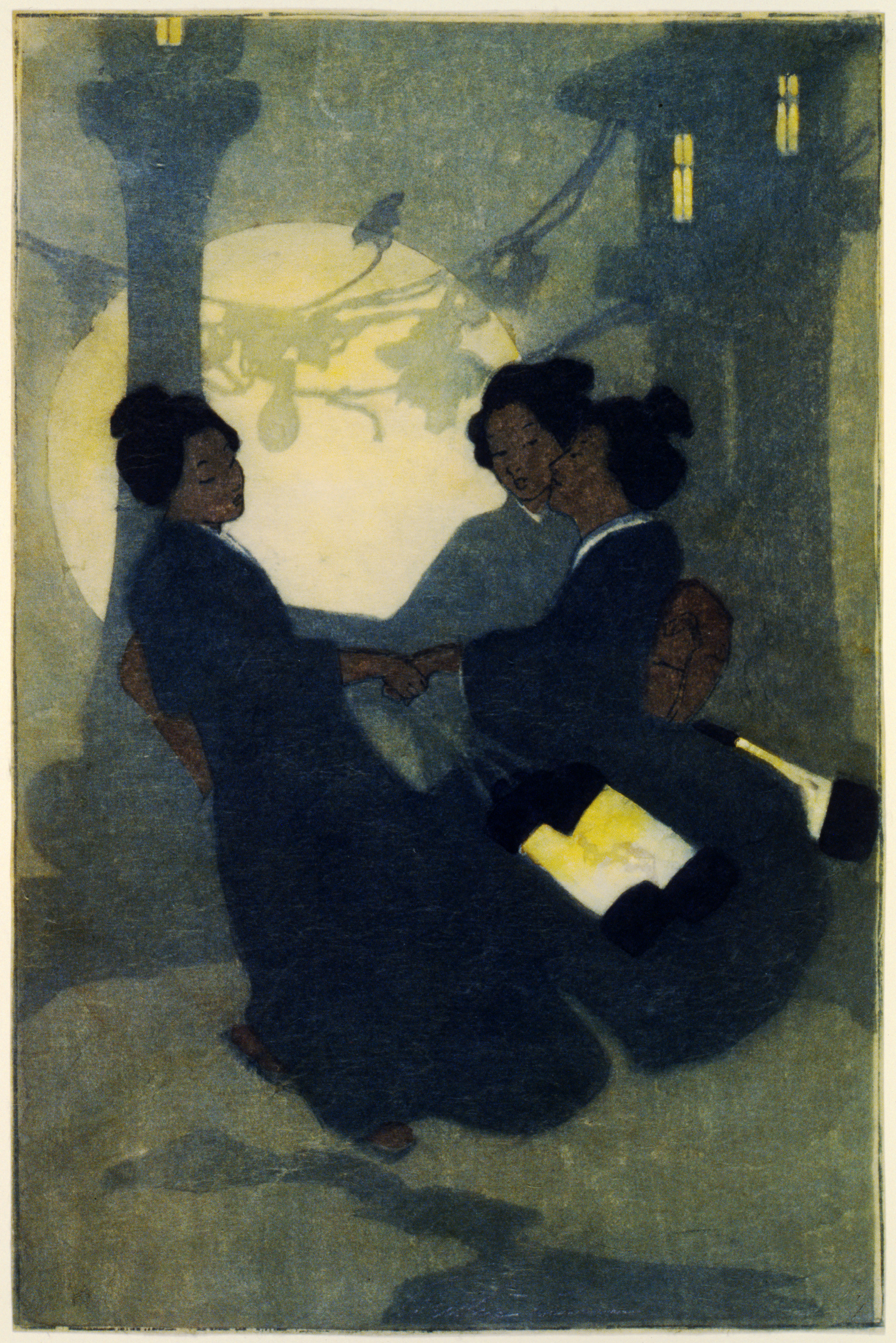
Donne-volpi kitsune, di Bertha Lum.

### Miti giapponesi
Sia secondo il folclore che la mitologia del Giappone, l'omosessualità è stata introdotta nel mondo da Shinu No Hafuri e dal suo amante Ama No Hafuri; questi erano i due servitori di una Dea primordiale, probabilmente la divinità solare Amaterasu. Alla morte di Shinu, Ama si suicidò dal dolore, dopo di che la coppia venne sepolta insieme nella stessa tomba.
In alcune narrazioni successive della vicenda, il Sole non splende sul luogo di sepoltura fino a quando i due amanti non vennero dissotterrati e sepolti in seguito separatamente; l'astro solare dimostra in tal maniera di considerare come un reato o un'offesa personale nei suoi confronti la loro relazione omosessuale non dichiarata.
In un altro racconto Amaterasu si ritira dal conflitto col fratello Susanoo, dio del mare e delle tempeste, celandosi allo sguardo nell'interno più profondo di una grotta, privando così da quel momento in avanti la terra della luce del Sole e della vita. Al fine di convincere Amaterasu ad uscire dalla grotta la divinità dell'umorismo e della danza, nonché dea dell'alba, Ama-no-Uzume, esegue una danza sessuale oscena scoprendosi il seno e la vulva ed invitando la Dea nascosta ad ammirarla.
A questo punto Amaterasu fa qualche passo fuori dalla grotta ed ecco che immediatamente il kami transgender Ishi Kore Dome, tenendo tra le mani uno specchio magico, mostra alla dea il riflesso della danza appena eseguita; Amaterasu ne rimane talmente affascinata che non si accorge che gli spiriti accorsi dietro di lei s'apprestano a chiudere l'entrata della caverna.
Le divinità Shinto sono coinvolti in tutti gli aspetti della vita, compresa la pratica dello Shudō (tradizione della pederastia in Giappone). Una delle figure divine generiche protettrici dell'amore è lo "Shudō Daimyōjin", viene onorato in alcuni raggruppamenti popolari dello shintoismo settario, anche se non è più parte del pantheon shintoista standard.
Altri kami sono associabili con l'amore tra persone dello stesso sesso o con la varianza di genere, questi includono: Shirabyōshi, kami femminile o transgender, rappresentato come metà umana e metà serpente. Collegati ai sacerdoti shintoisti che portano il suo stesso nome, solitamente di sesso femminile (o occasionalmente transgender), svolgono danze rituali in abbigliamento maschile tradizionale.
Ōyamakui è poi uno spirito di montagna transgender che protegge l'industria e le gravidanze; Inari, kami dell'agricoltura e del riso, che viene raffigurato come avente vari generi ma le cui rappresentazioni più comuni sono quelle di una giovane dea femminile del cibo, di un vecchio uomo con del riso in mano, e di un androgino bodhisattva.
Inari è ulteriormente associato alle volpi raffigurate da Kitsune, spirito trickster mutaforma di una volpe. Kitsune a volte si traveste anche da donna, indipendentemente dal suo autentico genere di appartenenza, al fine di ingannare gli uomini umani d impegnarsi in rapporti sessuali con loro. La fede comune nel Giappone medievale afferma che una donna incontrata da sola, soprattutto al tramonto o di notte, potrebbe essere una volpe.

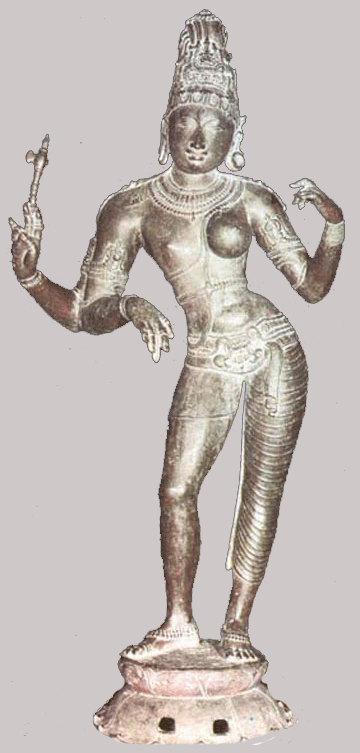
Shiva e Shakti riuniti in uno, ossia Ardhanarishvara l'uomo-donna.

### Miti indù
(Gopi Shankar in "National Queer Conference" 2013 organizzata da "Sappho for Equality")
La mitologia indiana contiene molti esempi di divinità che cambiano identità di genere, che si manifestano come genere diverso in tempi differenti, o che si combinano in uno per formare esseri androgini o ermafroditi. Gli Dei possono cambiare sesso o manifestarsi come Avatāra di sesso opposto al fine di facilitare il rapporto sessuale; gli esseri divini vengono a subire cambiamenti di sesso anche attraverso le azioni di qualche dio, come il risultato di benedizioni o maledizioni, oppure anche come risultato naturale della metempsicosi.
Nei miti induisti si trovano numerosi episodi in cui le interazioni sessuali possono servire per uno scopo on sessuale, quale può esser un obiettivo sacro; in alcuni casi queste sono interazioni omosessuali. A volte le figure divine condannato tali rapporti, mentre altre volte si presentano con la propria benevolente benedizione.
Oltre ai racconti di genere e varianza sessuale, che generalmente vengono accettate in modo palese dall'induismo tradizionale, gli studiosi moderni e gli attivisti queer hanno messo in evidenza i temi LGBT anche in una varietà di altri testi meno noti, o li hanno dedotti da storie che tradizionalmente si ritiene non abbiano alcun sottotesto omoerotico. Tali analisi hanno causato disaccordi sul vero e più autentico significato di quelle antiche storie.

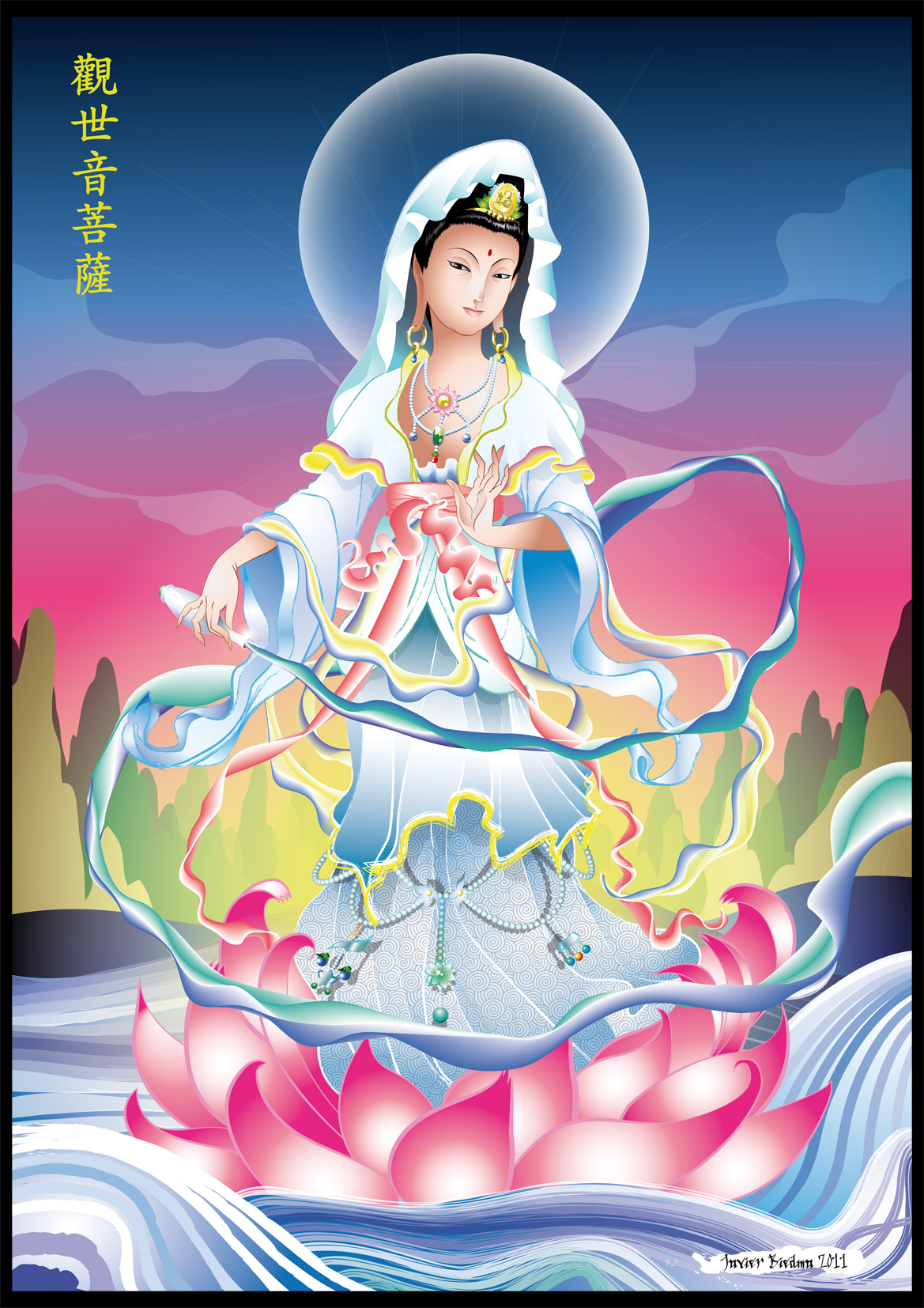
Guanyin/Kuan Yin è il bodhisattva associato alla suprema compassione.

### Miti buddhisti
In generale i testi buddhisti non fanno distinzione tra l'attività sessuale eterosessuale e quella tra persone dello stesso sesso, il giudizio che la vede non favorevole per la crescita spirituale li comprende difatti entrambi.
Molte tra le leggi morali del buddhismo derivano da storie e leggende tradizionali, e questo è anche il caso della visione buddista delle persone LGBT; ad esempio, le regole monastiche che vietano il clero LGBT in alcune sette provengono dall'interpretazione di quella parte del poema epico Khandhaka denominata Mahavagga: nella sezione intitolata "Pandakavathu" di quest'opera, i racconti sui pandaka (persone sessualmente distinte o con varianti di genere) sono correlate.
In una di queste storie, una Pandaka prima si avvicina ad un gruppo di monaci, poi ad un gruppo di novizi, ed infine ai custodi di elefanti chiedendo loro di "profanarlo/a" (cioè di avere un incontro erotico). Anche se viene respinto ogni volta e scacciato, gli incontri creano tutta una serie di insinuazioni sui monaci, fatto questo che porta il Buddha a vietare ai pandaka la possibilità di entrare a far parte del clero buddhista.
Secondo Cabezón e Greenberg, questo giudizio in parte negativo non si applica ai laici, e molte storie buddiste includono immagini positive di relazioni omosessuali, seppur non sessuali. Questi sono particolarmente comuni nelle storie dello Jātaka (raccolta di racconti del folclore indiano riguardanti le vite precedenti del Buddha), in cui il Buddha ha quasi sempre con sé un compagno maschio a lui esclusivamente devoto. In alcuni di tali racconti i due avrebbero anche potuto reincarnarsi insieme come coppie di animali "ruminando vicini e facendosi carezze, molto felici, testa a testa, muso a muso, corno a corno".
Anche se non vengono mai specificamente indicati per essere sessuali, questi rapporti fra uomini sono indice di una forte amicizia romantica, in netto contrasto con le molte narrazioni di matrimoni difficili e di mogli bisbetiche. Harvey tuttavia, si trova in disaccordo con quest'interpretazione ed afferma invece che si tratta di un riferimento all'amore fraterno e non ad una relazione di amore platonico di tipo omosessuale.
Nel tradizionale Buddhismo Theravada Thai si propone un'interpretazione che vede e pone "l'omosessualità come una conseguenza karmica della violazione dei divieti buddisti contro la "cattiva condotta eterosessuale" in una precedente incarnazione.
Il buddhismo in Thailandia crede anche il discepolo prediletto del Signore Gautama Buddha, il cugino Ānanda, si sia reincarnato più volte come una donna ed in una vita precedente sia stato addirittura un transgender. Ānanda è una figura ampiamente popolare e carismatica, ed è noto soprattutto per la sua forte emotività. In una storia concernente una delle sue vite precedenti, Ānanda era una solitaria yogi che si innamorò di un Nāga, un re-serpente del folclore indiano che aveva preso la forma di un bel giovane. La relazione sessuale intercorsa però ha causato una "regressione" in Ānanda, costringendolo/a così a rompere con rammarico il rapporto, al fine di evitare la distrazione dalle questioni spirituali.
Secondo una leggenda, l'amore tra maschi è stato introdotto in Giappone dal fondatore della "Vera Parola" (Shingon), setta del buddismo giapponese esoterico, Kūkai; gli storici però considerano la notizia come probabilmente non corrispondente alla realtà dei fatti, dal momento che Kukai era un seguace entusiasta dei regolamenti monastici.
Alcuni Bodhisattva hanno un cambiamento di sesso in diverse incarnazioni successive, il che produce una loro associazione anche al concetto di omosessualità e transgenderismo. Kuan Yin (o Kannon bodhisattva), l'Avalokiteśvara della grande compassione e Tārā sono noti per avere ed assumere rappresentazioni di genere diversi.

## Mitologie africane
La divinità creatrice celeste della mitologia Dahomey (o Fon (popolo)) del Benin è Mawu-Liza, essere formato dalla fusione di due gemelli - un fratello e una sorella - corrispondenti al Sole e alla Luna; nella loro forma combinata lui/lei viene presentato/a come intersessuale o transgender, che può cioè effettuare un cambiamento di genere. Gli altri Dèi androgini sono Nana Buruku, la Grande Madre che ha dato i natali ai gemelli ed ha creato l'intero universo, contenente in sé sia l'essenza maschile che femminile.
Gli Akan del Ghana hanno un pantheon di divinità che includono le personificazioni dei corpi celesti; questi si manifestano come rappresentazione della figura divina androgina e comprendono Abrao-Giove, Aku-Mercurio e Awo-Luna.
La possessione fa parte degli spiriti è parte integrante delle tradizioni spirituali africane. I posseduti solitamente sono delle donne e solo in misura minore uomini, e mentre rimangono in quello stato particolare di coscienza vengono considerati come esser "la sposa" della divinità, sono difatti "posseduti" da essa. Il linguaggio utilizzato per descrivere lo stato di possesso ha una connotazione sessuale violenta (il posseduto è violentato dallo spirito); non esiste però un legame o assimilazione tra la situazione di possesso divino e l'attività omosessuale o la varianza di genere nella vita quotidiana umana.
La mitologia delle persone Shona appartenenti ai Bantu dello Zimbabwe è governata da un dio creatore androgino chiamato Mwari, che di tanto in tanto si divide assumendo aspetti separai maschili o femminili.

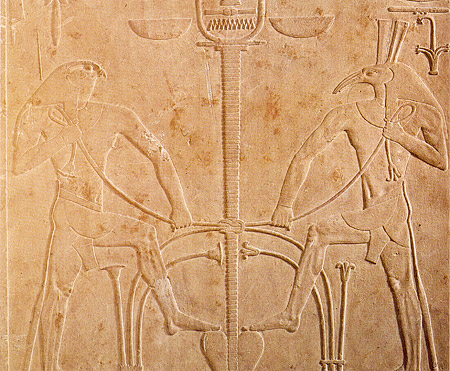
Horus e Seth.

### Miti egizi
Esistono pochi espliciti atti omosessuali all'interno dell'antica religione egizia e le opere scritte e pittoriche sono assai reticenti nel rappresentare la sessualità in genere. Le fonti esistenti indicano che le relazioni omosessuali erano considerate negativamente; la penetrazione sessuale veniva considerata un'azione aggressiva indicante dominio e potere, pertanto quanto mai vergognosa da ricevere; un punto di vista comune questo presente in tutta la zona del bacino del Mediterraneo.
L'esempio più noto di ciò si verifica nella lotta per assumere il potere tra il giovane dio celeste Horus e suo zio Seth, il dio distruttivo del deserto che ha fatto assassinare il fratello Osiride. I tentativi compiuti da Seth per dimostrare la propria superiorità nei confronti del nipote includono anche la seduzione sessuale, in cui si complimenta con Horus per il suo bel sedere e subito dopo cercando di sodomizzarlo, senza però riuscirci; difatti egli ha un'eiaculazione tra le cosce di Horus (in un rapporto quindi di sesso intercrurale). Ciò permette al giovane di raccogliere lo sperma dello zio con le mani per nascondere la mancata penetrazione anale.
Seth crede in tal modo di aver conquistato il dominio sopra Horus, in quanto ha eseguito quest'atto aggressivo contro di lui. Horus però, dopo aver lavato le proprie vesti ed essersi gettato lui stesso in acqua in modo da ripulirsi dall'inseminazione dello zio, asperge deliberatamente in un atto di masturbazione della lattuga col proprio seme; questa è il cibo preferito di Seth (gli Egizi credevano che la lattuga avesse proprietà falliche ed afrodisiache).
Dopo che Seth ebbe mangiato la lattuga, si dirigono entrambi al cospetto degli altri dèi per cercar di risolvere una volta per tutte la questione su colui al quale dovere esser assegnato il potere sopra la terra d'Egitto. Ascoltata la rivendicazione di Seth che afferma d'aver posseduto sessualmente il ragazzo, le divinità richiamano indietro il suo seme, ma questo viene trovato solo nel fiume ove in precedenza Horus si era lavato: ciò invalida la pretesa di Seth d'averlo dominato. Poi gli dèi ascoltano la rivendicazione di Horus e richiamano indietro il suo seme; questo risponde dall'interno del corpo di Seth. Come conclusione il potere viene consegnato nelle mani del giovane Horus, il figlio di Osiride ed Iside.
Qui l'associazione con un dio malvagio come Seth, signore delle terre desertiche e sterili, rafforza il giudizio negativo dato alle relazioni omosessuali, anche per il partecipante che svolge il ruolo attivo nel rapporto. Tuttavia alcuni autori hanno anche interpretato questo messaggio in una forma meno negativa e più neutra; in alcune versioni del racconto difatti l'atto omosessuale-incestuoso tra Horus e Seth è consensuale, mentre il consumo della lattuga inseminata viene effettuata sotto la supervisione di Thot-il disco lunare (la lattuga è prodotta dai raggi lunari), dando in tal modo una valenza alquanto positiva al risultato ottenuto.
Alla stessa maniera la figura di Seth non viene demonizzata fino alla tarda storia egizia, mentre l'atto omosessuale compiuto sul nipote è stato registrato fin dalle prime versioni del mito.
L'idea di fertilità è uno degli aspetti più importanti della mitologia egizia ed è stata spesso intrecciata con la fertilità del terreno prodotta dalle annuali inondazioni del fiume Nilo; questo collegamento è stato più volte mostrato nell'iconografia delle figure divine che rappresentano il grande fiume, Hapy (-il fiume vero e proprio) e Uadjuer (-il delta del Nilo). Essi, anche se di sesso maschile sono stati raffigurati con attributi femminili, quali i seni penduli, simboleggianti la fertilità offerta dal fiume.

## Mitologie dell'Oceania

### Aborigeni australiani
La popolazione degli aborigeni australiani seguono una forma religiosa ispirata allo sciamanesimo comprendente un pantheon di divinità. Ungud è il Serpente Arcobaleno descritto come androgino o transgender; lo sciamano identifica il proprio pene eretto con il dio, mentre la sua androginia ispira l'operazione di subincisione cerimoniale del pene a cui si sottopongono i giovani maschi. Angamunggi è un'altra raffigurazione divina androgina venerata come datrice di vita.
Altri esseri mitologici australiani includono le Labarindja, donne selvagge dalla pelle blu o "donne demone" con i capelli del colore del fumo. Le narrazioni che le riguardano le mostrano come essere completamente disinteressate ad avere storie d'amore o di sesso con gli uomini, ed ogni maschio che posa la propria attenzione su di loro potrebbe rischiare di morirne, a causa della "magia malefica contenuta nelle loro vagine". A volte sono descritti come gynandrous o intersessuali, avendo sia un organo sessuale maschile che uno femminile. Questo è ben rappresentato nel rituale che le concerne il cui ruolo è svolto da uomini in abiti femminili.

### Polinesiani
Le religioni della polinesia presentano un complesso pantheon di divinità. Molti di questi Dèi si riferiscono ai loro compagni di entrambi i sessi come "Aikane", un termine che comprende sia l'amicizia appassionata che l'amore in forma più sensuale, spesso in contesti di perfetta bisessualità.
"Wahineomo", una dea della mitologia hawaiana il cui nome significa "donna mughetto", è ben raffigurata nelle sue relazioni sentimentali con le altre dee Hi'iaka e Hopoe: quando Hi'iaka viene sospettata di infedeltà dalla sorella del marito Pele, la dea-vulcano, questa uccide Hopoe, l'amata di Hi'iaka, ricoprendola di lava. Oltre a Wahineomo e Hopoe, Hi'iaka ha avuto anche relazioni di tipo eminentemente lesbico con la dea-felce Pauopalae e la devota di Pele, Omeo.
Omeo faceva parte del corteo che ha portato il principe bisessuale Lohiau a Pele dopo la sua morte. Durante la sua vita Lohiau era l'amante sia della femminile Pele che del maschile Paoa.
Altre divinità polinesiane LGBT includono la coppia maschile Pala-Mao e Kumi-Kahi e la dea bisessuale Haakauilanani, che era sia serva che amante della "Terra madre" creatrice della dea Papa e di suo marito Wakea. Esistono anche personaggi LGBT non-divini, nella mitologia maori neozelandese ad esempio, come lo sciamano Pakaa e il suo capo e amante Keawe-Nui-A-'umi, ed il famoso pescatore Nihooleki, che seppur fosse sposato con una donna aveva anche un rapporto con il dio-maiale Kamapua'a.
Kamapua'a è stato anche responsabile per l'invio del dio dell'amore Lonoikiaweawealoha in un tentativo di sedurre i fratelli di Pele Hiiakaluna e Hiiakalalo, per distoglierli dall'attaccarlo. Altri amanti maschi di Kamapua'a includono Limaloa, il dio bisessuale del mare e dei miraggi marini.

### Celebes, Vanuatu, Borneo e Filippine
Un terzo genere sessuale, o comunque una varianza di genere, li si ritrova in molte culture delle isole dell'oceano Pacifico in qualità di intermediari spirituali tra cui la "bajasa" del popolo Toradja Bare'e di Celebes, la "bantut" della gente Taosug del sud delle Filippine e il "bayoguin" della tradizione filippina pre-cristiana. Tutte queste figure sciamaniche sono in genere biologicamente maschi ma mostrano comportamenti ed aspetto femminili molto accentuati.
L'originaria religione politeista delle Filippine comprendeva gli Dèi transgender o ermafroditi Bathalaa e Malyari, i cui nomi significano "Uomo e Donna in Uno" e "Doppio Potere in Uno"; questi dei sono adorati dal Bayagoin.
Nella lingua Big Nambas parlata a Vanuatu esiste la concezione di approvazione divina dei rapporti omoerotici tra maschi, con il partner più anziano he viene chiamato "dunbut"; il nome deriva dalla parola "squalo", riferendosi pertanto al patrocinio derivante dal dio creatore ibrido uomo-squalo Qat.
Tra il loro pantheon di divinità, gli indigeni Ngaju del popolo Dayak del Borneo adorano Mahatala-Jata, un dio androgino o transgender. La parte maschile di questo dio è Mahatala, che governa il mondo di sopra ed è raffigurato come un bucerotidae il quale vive sopra le nuvole in cima ad una montagna; la parte femminile è Jata, che governa il mondo dalle profondità sottomarine sotto forma di un serpente d'acqua. Queste due manifestazioni sono collegate tramite un ponte-gioiello incrostato che si vede nel mondo fisico come un arcobaleno.
Mahatala-Jata è servita da "Balian", ierodule femminili, e da "Basir", gli sciamani transgender metaforicamente descritti come "serpenti d'acqua, che sono allo stesso tempo hornbills (buceri)". Similmente transgender sono anche gli sciamani detti "manang bali" che si trovano tra gli Iban. Chi desidera diventare manang bali deve allo stesso tempo sognare di poter diventare una donna e di essere convocato dal dio Menjaya Raja Manang o dalla dea Ini.
Menjaya Raja Manang ha iniziato la propria esistenza come dio malvagio, fino a quando il fratello della moglie si ammalò: ciò ha indotto Menjara a diventare il primo guaritore del mondo, che le ha permesso di curare il cognato, ma questo trattamento ha portato Menjara a trasformarsi in una donna o essere androgino.

## Mitologie delle Americhe

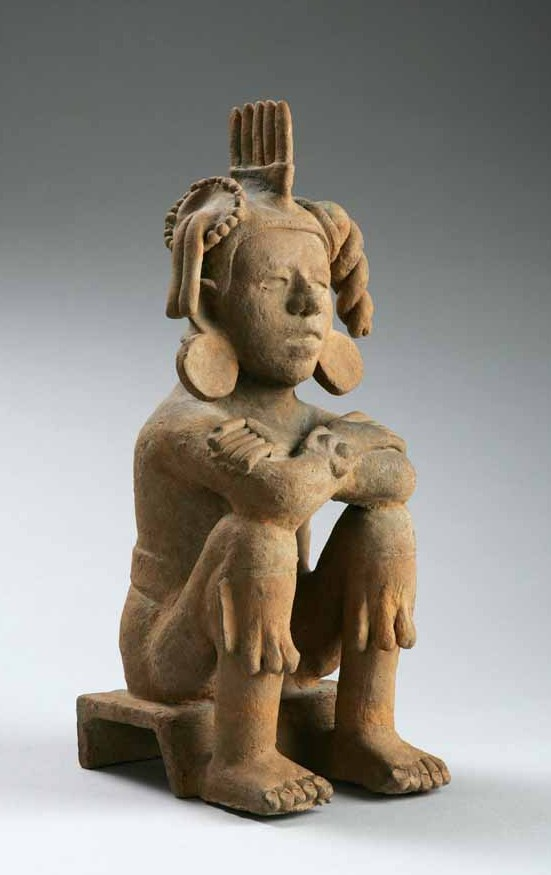
Il dio azteco Xochipilli.

### Maya e Aztechi
Il dio Chin (Maya) si dice che abbia introdotto l'omoerotismo nella cultura Maya e successivamente venne associato con l'amore tra persone dello stesso sesso. Il suo esempio ispira le famiglie più nobili ad acquistare giovani amanti per i loro figli, creando in tal modo dei rapporti giuridici del tutto simili al matrimonio.
Tra le più note ed importanti figure divine del periodo classico (200-900 d.C.), la cosiddetta divinità maya del mais, viene spesso raffigurato nell'arte come un giovane effeminato associato alla creazione artistica in generale e si pensa possa aver suggerito la costituzione di una specie di "terzo genere sessuale" all'interno dell'ordinamento sociale della civiltà dei Maya.
Xochipilli ("il principe dei fiori") era il dio azteco dell'amore, dei giochi, della bellezza e della canzone, dei fiori, del granoturco e della musica, ma era anche il patrono degli omosessuali e di coloro che si dedicavano alla prostituzione maschile. Questo suo ruolo suggerisce tra l'altro anche una complessa serie di associazioni, tra cui il ruolo di intrattenitore, l'amore nei confronti dei cibi esotici e dei profumi, la varianza di genere maschile e l'erotismo omosessuale.
La dea Tlazolteotl, nota come "patrona dell'adulterio e signora del peccato morale" (metaforicamente veduta come mangiatrice o Dea degli escrementi, della sporcizia), rappresenta tutto un mondo sotterraneo di divinità della vita e della morte, atte a trasformare il dolore e la sofferenza in bene dandogli una valenza ed un risultato positivo. Madre di Centeotl, a volte identificata con Toci, lei è anche la madre metaforica e la protettrice degli "Huastecs", transgender o sacerdotesse lesbiche, insieme con la dea Xochiquetzal. In alcune manifestazioni è conosciuta pure come "Dea dell'ano", con riferimento al sesso anale omosessuale maschile.

### Nativi americani e Inuit
Per lo sciamanesimo professato dagli Inuit i primi due esseri umani erano Aakulujjuusi e Uumarnituq, entrambi maschi. Questa coppia composta da persone dello stesso sesso, desiderando una più ampia compagnia e la creazione di una società civile, decise di accoppiarsi; un tal incontro sessuale provocò la gravidanza per Uumarnituq: mentre fisicamente in origine non era attrezzato per dare alla luce altri esseri, un incantesimo che gli venne lanciato favorì il cambiamento del suo sesso donandogli in tal modo una vagina in grado di far passare il bambino nascituro.
Il nuovo essere femminile Uumarnituq è stato anche il responsabile, attraverso le arti magiche, dell'introduzione della guerra nel mondo, al fine di contenere la sovrappopolazione. La dea Sedna rappresenta uno dei principi creatori ed ha il dominio su tutti animali marini e sopra l'oceano. Viene generalmente raffigurata come "gynandrous" (androgino) o ermafrodita in alcuni miti, ed è servita da due spiriti sciamani. Altri miti mostrano Sedna come bisessuale o lesbica, vivendo con la sua partner femminile sul fondo del mare.

### Vudù
Un gran numero di spiriti o divinità Loa esistono tra Haiti e la Louisiana (vedi Vudù della Louisiana): questi esseri possono essere considerati come famiglie di individui o come una persona singolare con aspetti distinti, con collegamenti a particolari aree della vita. Alcuni loa hanno particolari collegamenti con la magia, il culto degli antenati e la morte, come i Guédé e i barons (famiglie di Loa incarnanti i poteri della morte e della fertilità). Un certo numero di essi sono ulteriormente associati con il transgendrismo e le interazioni amorose tra persone dello stesso sesso.
Questi includono Ghede Nibo, uno spirito che si prende cura di coloro che muoiono prematuramente giovani; egli è a volte raffigurato come drag queen effeminato ed ispira in coloro che "possiede" desideri di sessualità lasciva, di tutti i tipi ma in particolare transgender ed il comportamento lesbico nelle donne.
I genitori di Ghede Nibo sono Baron Samedi e Maman Brigitte; il padre è uno tra i maggiori leader di ghedes e barons ed viene generalmente raffigurato come un damerino-dandy eminentemente bisessuale ed occasionalmente transgender: indossa un cappello a cilindro e redingote con gonne e scarpe da donna. Samedi è indicato come aver una tendenza verso i "movimenti lascivi" che attraversano i confini di genere e che implicano anche un desiderio nei confronti del sesso anale.
Altri barons che mostrano comportamenti che oggi definiremmo tranquillamente gay sono Lundy e Limba, i due amanti i quali insegnano un tipo di wrestling omoerotico nudi ella loro scuola, che si ritiene possa aumentare la potenza magica. Oua Oua, che spesso si manifesta con un aspetto infantile, è stato considerato come esser il baron più "strettamente correlato all'omosessualità" dai praticanti Voodoo.

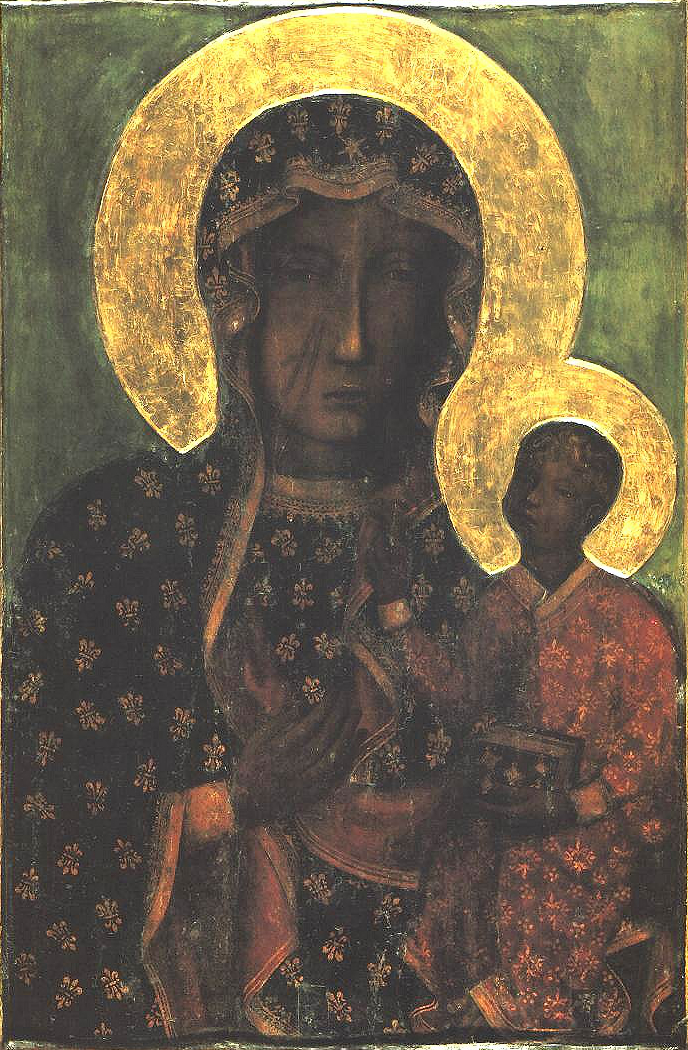
Erzulie Dantor viene comunemente rappresentata nel vudù di haiti dall'immagine della vergine nera di Częstochowa (una madonna Nera), questo almeno a partire dal 1802.

Anche Erzulie, associata con l'amore, la sensualità e la bellezza, può in certe occasioni manifestare aspetti LGBT, dai tratti più da Amazzone per le donne a quelli più vicini alla transessualità. Quando abitano/possiedono gli uomini, questi aspetti caratteriali possono provocare e condurre ad un comportamento omosessuale o transgender, invece nelle donne giungono a indurre un sentimento di misandria e causare pertanto il lesbismo: Erzulie Freda è vista come il protettore degli uomini gay, mentre Erzulie Dantor è associata alle lesbiche.

### Santeria e Candomblé
La Santeria e il Candomblé sono forme di religione sincretica derivate essenzialmente dalle credenze della diaspora del popolo Yoruba mescolate al cattolicesimo; sono maggiormente diffuse in America meridionale, tra cui Cuba e Brasile. Le loro mitologie hanno molte somiglianze con quelle originarie degli Yoruba e contengono un pantheon di Orishas (spiriti), paragonabile a (e spesso identificato con) i succitati Loa del vudù.
In una delle storie mitologiche dette pataki appartenenti alla Santeria cubana, la divinità delle acque chiamata Yemaja cade nella tentazione del desiderio e commette incesto con suo figlio Shango. Per nascondere la vergogna causata da questo evento da lei compiuto, ha bandito gli altri suoi due figli, Inle e Abbata, mandandoli a vivere in esilio sul fondo del mare; oltre a ciò ha anche tagliato la lingua a Inle e fatto diventare sordo Abbata.
Come risultato del loro estremo isolamento e solitudine, Inle e Abbata diventano amici appassionati e poi amanti, in grado di comunicare tramite empatia. Questo racconto-pataki è usato per spiegare l'origine dell'incesto, del mutismo, della sordità e inoltre anche dell'omosessualità.

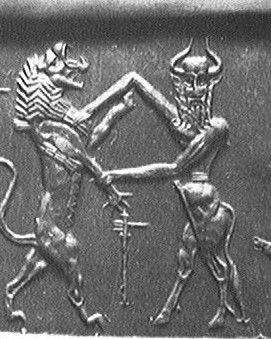
Lotta tra un leone ed Enkidu.

## Mitologie del Medio Oriente
Le antiche regioni della Mesopotamia e della terra di Canaan sono state via via abitate nel corso dei secoli in successione da una serie di civiltà che si sono, almeno in parte, sovrapposte le une alle altre: Sumeri, Fenici, impero di Akkad, civiltà babilonese e Assiria. Le loro mitologie sono state parzialmente collegate tra loro e vengono pertanto a contenere storie simili - se non proprio le stesse - riguardanti divinità ed eroi mitologici, solo con nomi differenti.
Il mito della creazione sumero è datato a circa il 2000 a.C. ed elenca tutta una serie di esseri umani fisicamente differenti creati alla Dea Ninmah o Ninhursag: tra questi vi sono anche la "donna che non può partorire" e "colui che è del tutto privo di organi sessuali, né maschili né femminili"; questi son stati considerati come un terzo genere sessuale in rappresentazione dell'Androgino primordiale. Enki, il dio supremo, accoglie queste persone ed assegna loro dei ruoli specifici all'interno della società di appartenenza, come "naditu"-sacerdotesse e "girseku"-servi del re.
L'epopea mitica akkadica riguardante Atraḫasis contiene un'altra versione della stessa storia, in cui Enki richiede specificamente a Nintu-Mami (sinonimi di Ninhursag) la creazione di una terza categoria di esseri distinti dai maschi e dalle femmine e comprendente, oltre ad un vero e proprio terzo sesso, anche le donne sterili e i demoni rapitori dei neonati.
Nell'antica "Mezzaluna fertile" il culto della Dea Inanna includeva anche i canti lamentosi e rilassanti dei sacerdoti travestiti o effeminati chiamati Gala; Secondo i testi provenienti dalla prima dinastia babilonese, questa casta sacerdotale è stata creata appositamente per un tale scopo dal dio Enki. Alcuni tra questi Gala prendevano anche nomi femminili ed il termine stesso che li viene a contraddistinguere significa "pene+ano", alludendo al loro primordiale status di "Androgino".
La pratica cultuale e culturale espressa da questo autentico terzo sesso sacerdotale faceva parte della storia originaria descritta nel mito riguardante la triade Inanna-Enki-Ištar.
Il mito babilonese riguardante Erra (il dio delle pestilenze) racconta del genere dei "kurgarru" e dei sacerdoti "assinnu" che vengono trasformati dalla Dea Ishtar in esseri femminili. Questa modifica fisica rendeva inoltre possibile la facilitazione dello stato di possessione divina, provocando un radicale cambiamento psicologico della persona fino a spingerla all'auto-castrazione fisica.
Il rapporto tra l'eroe semi-divino Gilgameš e quello che viene definito come esser il suo "intimo compagno", Enkidu, narrato nell'epopea di Gilgameš è stato interpretato, da parte di alcuni studiosi moderni, come avente una valenza fortemente sessuale. Enkidu viene difatti creato dalla dea Aruru col compito di accompagnare l'eroe nel corso del suo lungo viaggio di iniziazione e "civilizzazione".
In quanto i due personaggi sumeri erano di età e status sociale simile, il loro rapporto è stato veduto come relativamente egualitario, ciò in contrasto con la modalità relativa alla pederastia tipica dell'impero persiano o dell'antica Grecia.

### Miti zoroastriani
Lo zoroastrismo viene considerato come avere un totale rifiuto verso il sesso anale maschile e ciò si riflette anche nella sua mitologia. Quando "Ahriman" (uno dei nomi di Angra Mainyu), lo spirito dell'aridità e della morte e signore della menzogna, cerca di distruggere il mondo eccolo impegnarsi in un atto di auto-sodomia; questo rapporto a metà tra masturbazione ed omosessualità causa un'esplosione di potere da parte del Male, comportando la nascita di tutta una serie di servitori demoniaci e spiriti malvagi.
Ahriman è stato anche considerato il patrono degli uomini che prediligono la sessualità tra maschi. Tuttavia, questo ritratto così fortemente negativo dell'omosessualità nello zoroastrismo non si trova nei 17 inni costituenti i Gāthā, il libro sacro della fede religiosa originaria il quale si dice rappresenti le parole dirette del profeta "Zoroastro-Zarathustra" messe per la prima volta per iscritto.

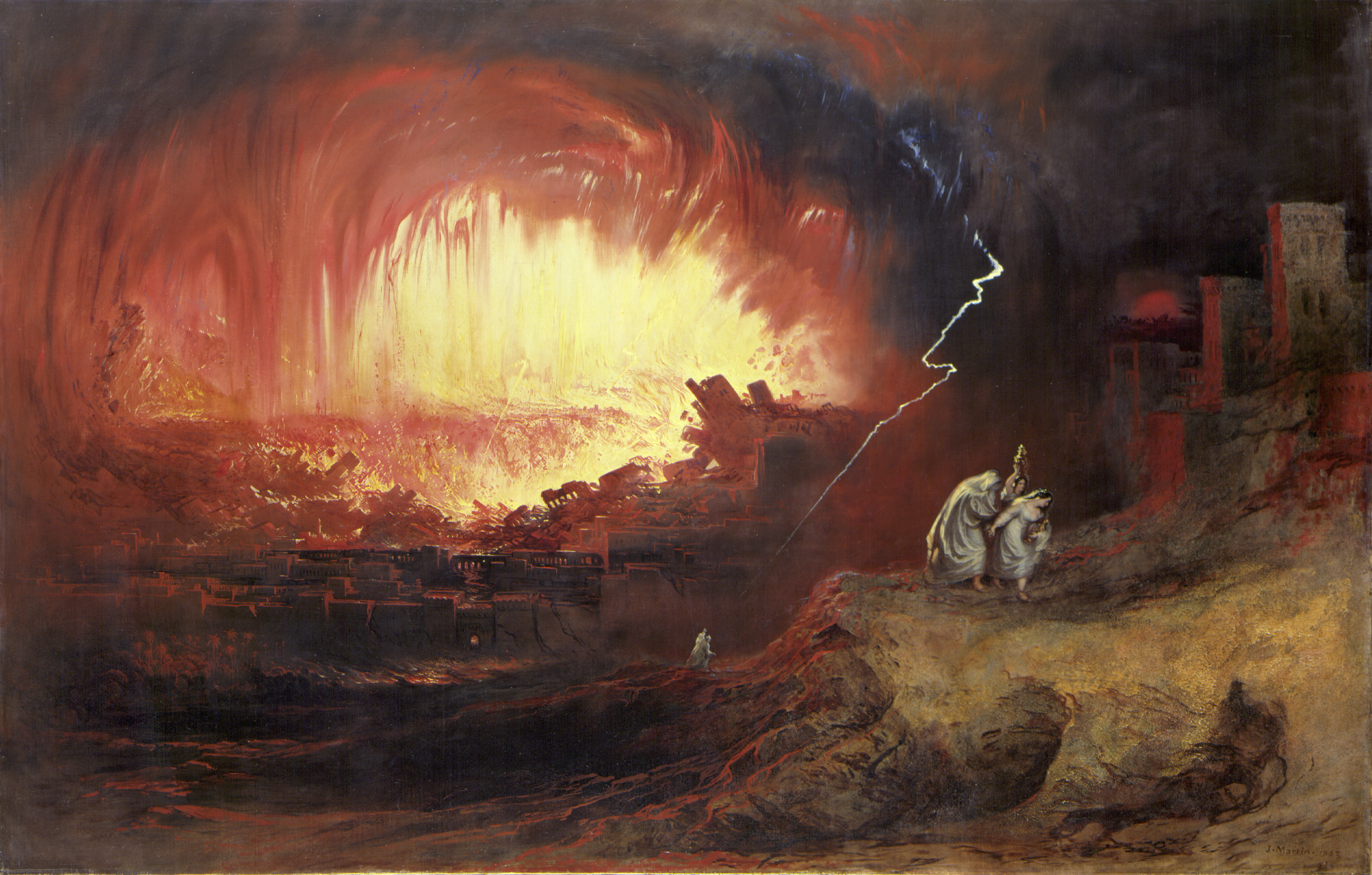
La distruzione di Sodoma e Gomorra, le due città peccatrici, 1852, di John Martin.

### Miti biblici
L'episodio narrato nella Genesi riguardante la distruzione da parte del Signore delle due città peccatrici di Sodoma e Gomorra viene generalmente assimilato alla condanna biblica degli atti omosessuali; una tal terribile punizione venne inflitta perché i suoi abitanti cercarono di abusare sessualmente di due angeli inviati da Dio a Lot.

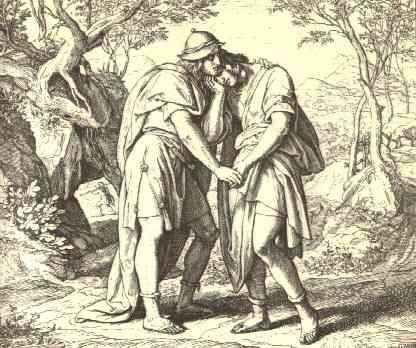
Gionata assieme al caro amico David. Xilografia di Julius Schnorr von Carolsfeld, 1851-60 circa.

La storia di Davide e Gionatan è stata descritta come esser la giustificazione più influente nei riguardi del sentimento omoerotico presente nel testo biblico, quindi nella tradizione sia dell'ebraismo che del successivo cristianesimo. La relazione tra i due giovani viene raccontata nell'Antico Testamento, precisamente nel primo libro di Samuele, in quanto parte della storia dell'ascesa di David al trono dell'antico regno di Giuda e Israele.
L'opinione dominante che si ritrova nella moderna esegesi biblica sostiene che, nei riguardi del rapporto tra i due, si sia trattato di uno stretto sentimento di amore platonico. Vi è stata tuttavia anche una tradizione interpretativa che ha inteso la forte amicizia esistente tra Davide e Gionata come amore romantico o finanche di natura sessuale. Anche se David, dopo esser divenuto re, è stato unito a molte donne, con alcune delle quali (Betsabea e Abigail) rischiò vita e reputazione pur di averle (2 Samuele 12; 1 Samuele 25).
È quindi da esludersi un suo orientamento del tutto omosessuale.

### Miti cristiani

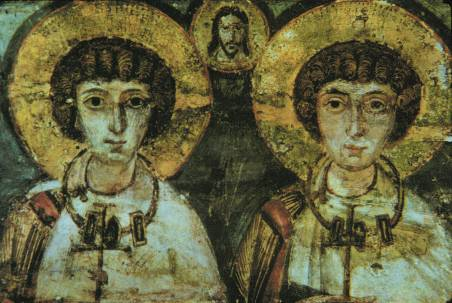
I santi Sergio e Bacco, icona del VII secolo. Una parte dei gay credenti li considera come i patroni degli omosessuali casti.

Lo stretto rapporto intercorrente tra i santi Sergio e Bacco ha portato alcuni commentatori moderni a credere che vi fosse una relazione affettiva. La prova principale a sostegno della tesi sarebbe il testo più antico riguardante il loro martirologio, in lingua greca, che li descrive come "erastai" (da erastès), ovvero amanti.
La posizione ufficiale della Chiesa ortodossa è che l'antica tradizione orientale dell'Adelphopoiesis sia stata istituita per formare una "fratellanza" nel nome di Dio, ed è difatti tradizionalmente associata a questi due santi (oltre anche a Cosma e Damiano); il tutto quindi non avrebbe in alcun modo avuto implicazioni di tipo erotico-sessuale La cosa che balza agli occhi però è che entrambi, come premessa al loro martirio, furono costretti a sfilare davanti alla popolazione vestiti da donna e a subire il dileggio generale.

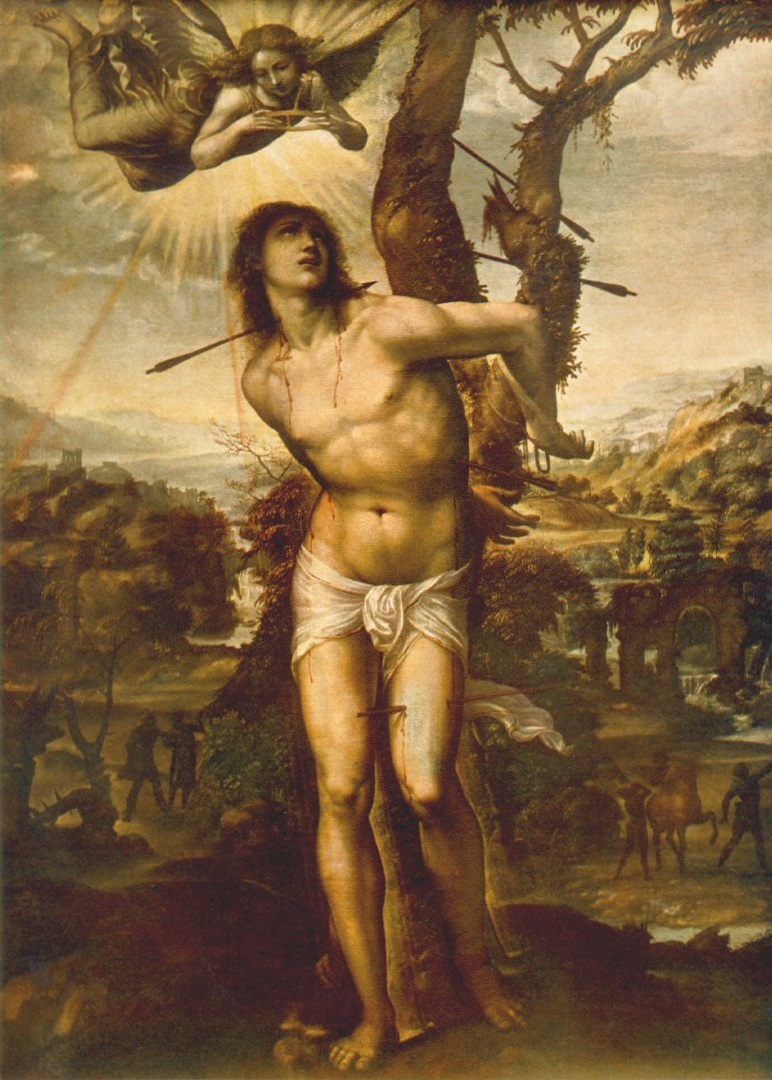
San Sebastiano alla colonna (1525), di Giovanni de' Bazzi.

La combinazione di un fisico forte e asciutto raffigurato a torso nudo in San Sebastiano, insieme al simbolismo delle frecce e all'espressione di dolore che è impressa sul suo volto ha interessato alcuni artisti, dando inizio ad un culto omosessuale nel corso del XIX secolo, tanto da farlo diventare un'icona gay.
Richard A. Kaye ha scritto che "gli uomini gay contemporanei hanno visto immediatamente nella figura di Sebastiano una pubblicità straordinaria per il desiderio omosessuale (anzi, un vero e proprio ideale omoerotico), e un ritratto-prototipo di caso rappresentante il velato torturato e sofferente nella propria condizione".

### Miti arabi

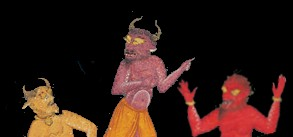
Raffigurazione di alcuni jinn in un manoscritto del 1568.

Le credenze popolari della mitologia islamica mantengono contenuti comuni, come ad esempio i miti che circondano i jinn, dei longevi spiriti mutaforma creati da un "fuoco privo di fumo" (Corano 15:27) e che corrispondono al secondo gruppo angelico creato il quinto giorno della Creazione nel testo della Qabbalah intitolato Bahir ("Illuminazione").
Si crede che la oro capacità di mutare forma a piacimento riguardi anche il loro genere sessuale, anche se ciò non è ammesso nel mondo islamico; mentre loro capacità caratteristiche costanti sono quelle di volare e viaggiare estremamente veloci in cielo. La parola Jinn significa "nascosto alla vista" e sono a volte considerati esser guidati da "Shaytaan" in persona (ovverosia Satana, anche se la figura del Diavolo nell'Islam è conosciuta anche col nome di Iblīs, colui che induce la disperazione nei cuori); egli rappresenta i poteri di magia e ribellione, mentre i Jinn che lo servono sono i portatori di ricchezza.
Questi tratti vengono associati con i Jinn a causa della ribellione di Shaytaan contro l'ordine di Allah volto a riconoscere in Adamo un essere superiore agli stessi Jinn, ed il suo rifiuto d'inchinarsi davanti a lui affermando che "è stato creato dal fuoco e dall'argilla" (Corano, 7:11-12). La capacità dei Jinn di volare attraverso i cieli, di ascoltare le conversazioni degli angeli e in seguito di riportar tutto quello che hanno udito tramite le voci dei veggenti (i quali li possono così trasmettere e rivelare tramite oracoli), li ha legati strettamente alla magia (Corano 72: 8-10).
I jinn sono serviti da Al-Jink e Mukhannathun, dei vagabondi transgender con inclinazioni omoerotiche e funzioni spirituali di intrattenimento Nella cultura preislamica della mitologia araba e in quella denominata Oikoumene le persone appartenenti al "terzo genere" sono considerate essere dei devoti fedeli della Dea o Grande Madre. Questi culti rivolti ad una divinità femminile veneravano principalmente un trio di Dèe, la Dea triplice, che in questo caso erano Al-lāt, Al-'Uzza e Manat. Le tre figure divine femminili erano considerate come le figlie di Allah, ma ciò è stato successivamente denunciato come idolatria da Maometto in Corano 53: 19-23.
I miti di derivazione araba contengono inoltre anche racconti di magiche trasmutazioni di sesso, ad esempio in quella concernente Al-Zahra; dopo aver fatto il bagno in una fontana o averne bevuto l'acqua una persona cambierà sesso.
In Afghanistan infine vige la tradizione secolare del Bacha Bazi, un ragazzo, o addirittura un bambino, solitamente schiavo, che intrattiene uomini con danze sensuali ed erotiche.

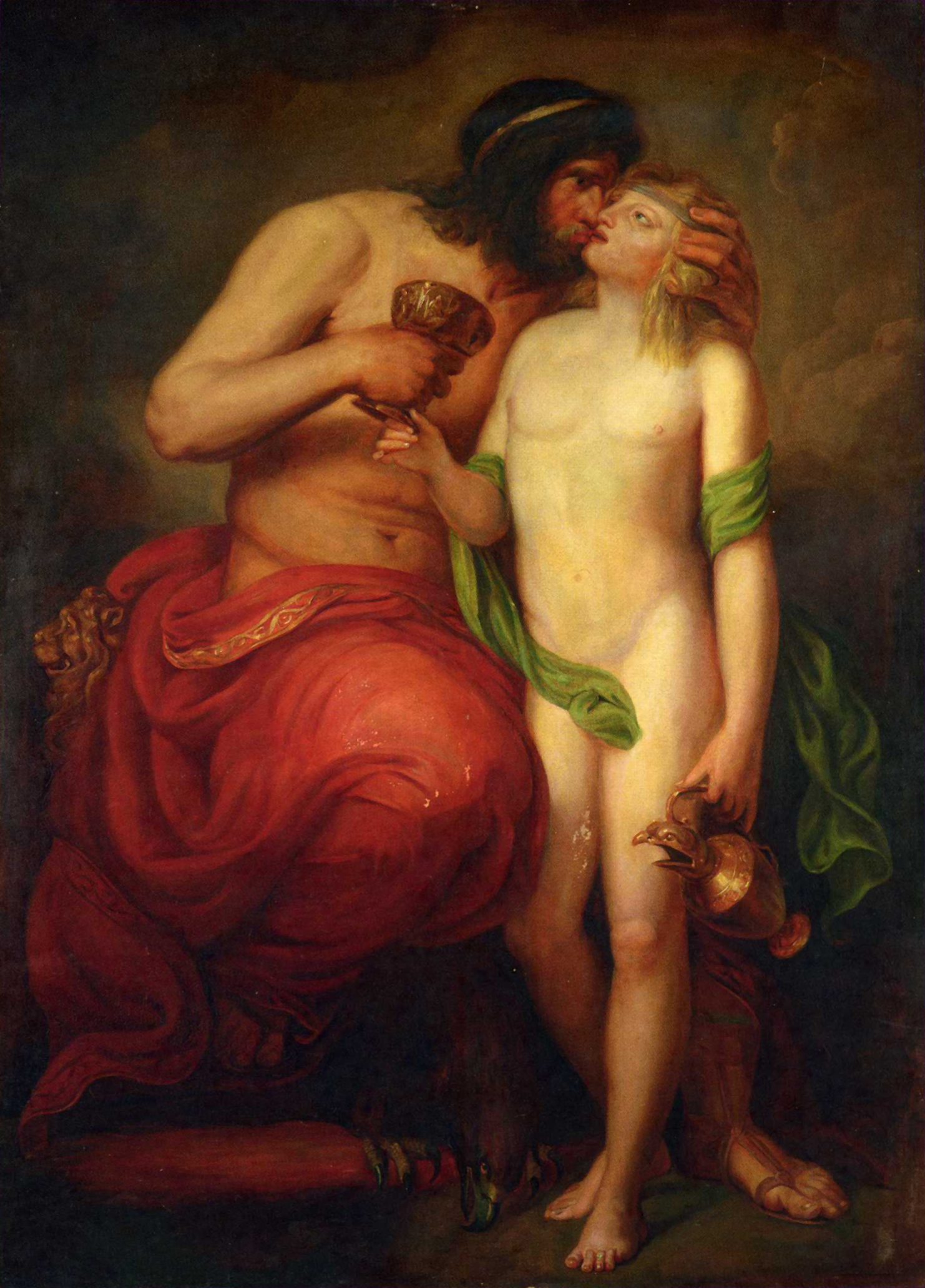
Zeus che bacia Ganimede.

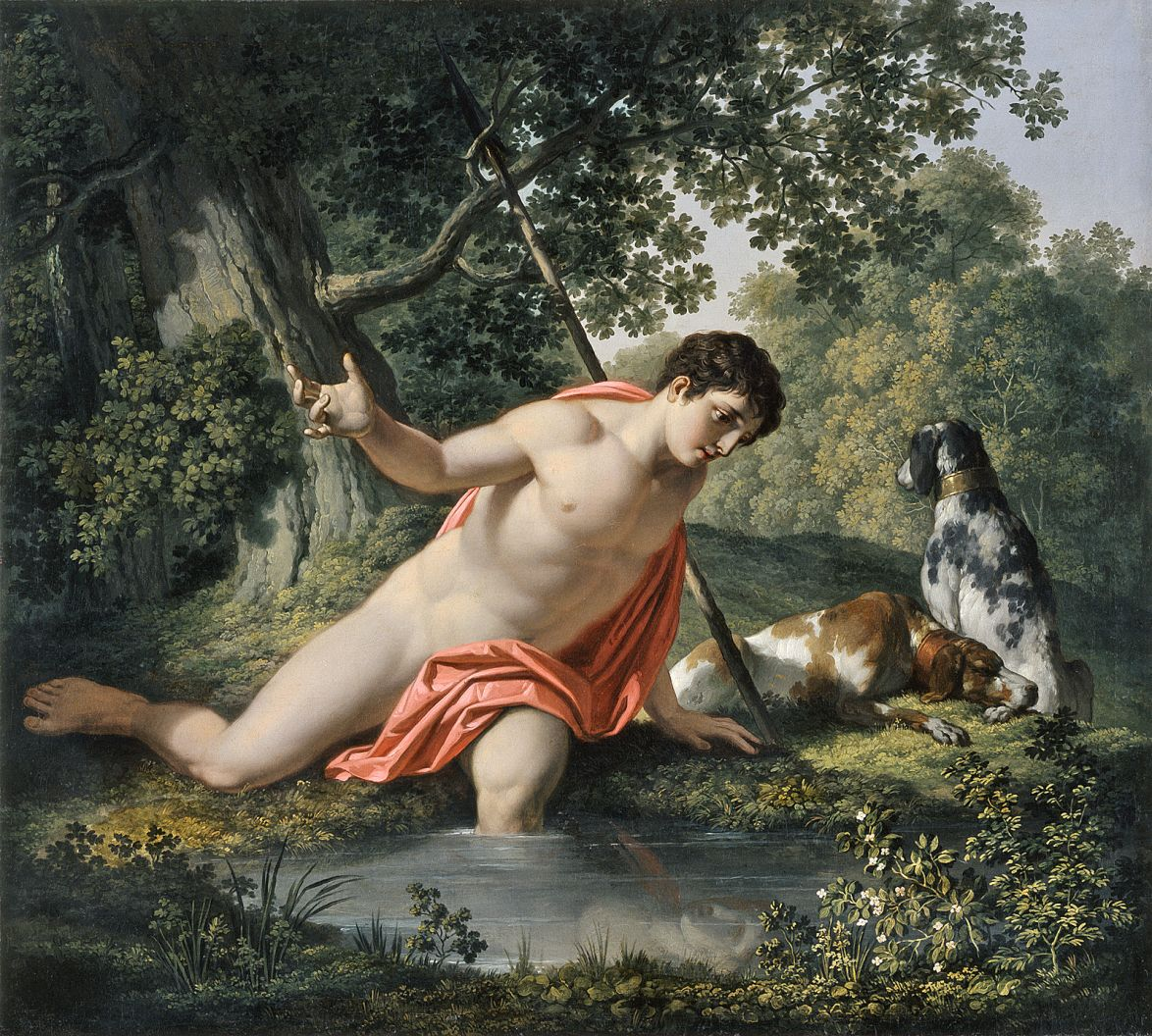
Narciso (1810), di Francesco Caucig.